# Liêu Ninh
Liêu Ninh (giản thể: 辽宁; phồn thể: 遼寧; bính âm: Liáoníng, ngheⓘ) là một tỉnh nằm ở Đông Bắc Cộng hòa Nhân dân Trung Hoa. Năm 2018, Liêu Ninh là tỉnh đông thứ mười bốn về số dân, đứng thứ mười bốn về kinh tế Trung Quốc với 43,7 triệu dân, tương đương với Algérie và GDP đạt 2.532 tỉ NDT (382,6 tỉ USD) tương ứng với Cộng hòa Nam Phi. Năm 2015, GDP Liêu Ninh đạt 2.867 tỉ NDT (460,3 tỉ USD).
Tỉnh Liêu Ninh là một bộ phận của vành đai kinh tế Bột Hải tại Trung Quốc. Thủ phủ tỉnh Liêu Ninh đặt tại Thẩm Dương. Liêu Ninh giáp với tỉnh Cát Lâm ở phía đông bắc, giáp với khu tự trị Nội Mông Cổ ở phía tây bắc, giáp với tỉnh Hà Bắc ở phía tây nam, giáp với Triều Tiên qua Áp Lục Giang ở phía đông nam, phía nam là Bột Hải và Hoàng Hải. Liêu Ninh là yếu đạo giữa vùng Đông Bắc Trung Quốc và Trung Quốc bản thổ, cũng là nơi thông ra biển của vùng Đông Bắc Trung Quốc và khu vực đông bộ của Nội Mông Cổ.

## Từ nguyên
Giản xưng của Liêu Ninh là "Liêu" (辽, liáo), bắt nguồn từ dòng Liêu Hà chảy qua tỉnh. Tên gọi của tỉnh có nghĩa là "Liêu Hà vĩnh viễn an ninh" (mãi yên bình). Năm 1907, triều đình Nhà Thanh đã thành lập tỉnh Phụng Thiên (tiếng Trung: 奉天; bính âm: Fèngtiān) và tên gọi của tỉnh đã được chính phủ Quốc dân đổi thành Liêu Ninh vào năm 1929. Dưới chế độ Mãn Châu Quốc, tỉnh lại mang tên gọi từ năm 1907, song tên gọi Liêu Ninh đã được khôi phục vào năm 1945.

## Lịch sử

### Thời cổ đại
Theo phát hiện khảo cổ học, cách nay từ 400.000-500.000 năm, trên địa bàn tỉnh Liêu Ninh đã có các hoạt động của người cổ đại, bằng chứng là di chỉ động huyệt người vượn Kim Ngưu Sơn (金牛山猿人) tại Dinh Khẩu. Vào thời đại đồ đá mới, ngoài tổ tiên của người Hán ra thì địa bàn tỉnh Liêu Ninh là nơi cư trú của tổ tiên người Đông Hồ (东胡), Túc Thận (肃慎).
Người Cô Trúc nguyên là thị tộc Mặc Thai, có quan hệ họ hàng gần với tổ tiên của các vua nhà Thương và cũng mang họ Tử. Sau đó, người của thị tộc Mặc Thai định cư tại khu vực ngày nay thuộc Triều Dương, tỉnh Liêu Ninh. Ngày Bính Dần tháng 3 thời Thương Thang được phong thành Cô Trúc, theo Hạ Thương Chu đoạn đại công trình thì sự kiện này ước chừng diễn ra khoảng năm 1600 TCN. Theo sử sách Trung Quốc, một người họ hàng của Trụ Vương nhà Thương là Cơ Tử (箕子) đã di cư ra khỏi Trung Nguyên và lập ra Cơ Tử Triều Tiên (箕子朝鲜) ở Tây Bắc của bán đảo Triều Tiên. Lãnh thổ của Cơ Tử Triều Tiên có khả năng bao gồm cả một bộ phận tỉnh Liên Ninh ngày nay.
Bên cạnh Cơ Tử Triều Tiên, vào thời Tây Chu, trên địa bàn tỉnh Liêu Ninh còn có các chính quyền nước Yên, nước Cô Trúc, Sơn Nhung và Đông Hồ. Một bộ phận học giả Hàn Quốc thì nhận định trong thời gian này, Liêu Ninh cũng là lãnh thổ chính của Cổ Triều Tiên. Các hiện vật khảo cổ của văn hóa đồ đồng Liêu Ninh (辽宁青铜文化) được tìm thấy chủ yếu tại tỉnh Liêu Ninh và bán đảo Triều Tiên. Dao găm là hiện vật đặc trưng nhất của nền văn hóa này, và các hiện vật của nền văn hóa đồ đồng Liêu Ninh có hàm lượng kẽm cao hơn so với các nền văn hóa đồ đồng lân cận.

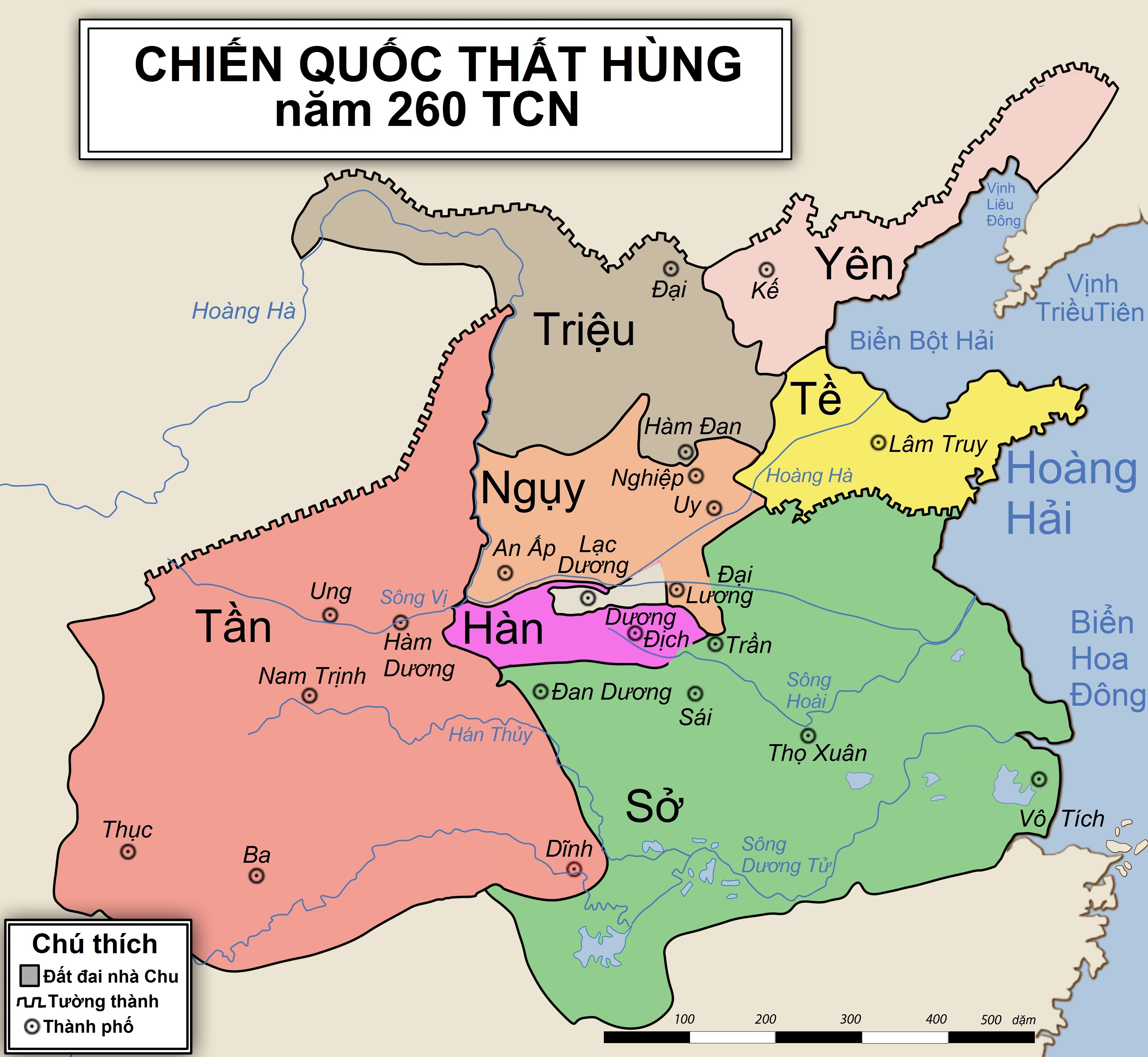
phía tây tỉnh Liêu Ninh ngày nay từng thuộc về nước Yên

Sơn Nhung của thị tộc Vô Chung là một nước chư hầu cổ đại tồn tại trong thời Xuân Thu, có nguồn gốc dân du mục cai trị khu vực phía bắc Trung Quốc ngày nay trải dài từ phía tây tỉnh Liêu Ninh đến phía đông tỉnh Hà Bắc. Khoảng thế kỷ VII TCN, người Sơn Nhung nhiều lần tiến xuống phía nam, công phạt các nước Trịnh, Yên, Tề, kết quả đến thời Yên Hoàn hầu thì nước Yên buộc phải dời đô tới Lâm Dịch để tránh bị Sơn Nhung xâm chiếm, tàn phá. Thời Yên Trang công (trị vì 690 TCN－658 TCN), người Sơn Nhung từng mở chiến dịch quân sự lớn xâm lược Yên. Với sức mạnh quân sự yếu kém, Trang công không thể địch nổi Sơn Nhung, phải sai sứ sang nước Tề cầu viện. Tề Hoàn công lấy lý do cứu Yên xuất quân chinh phạt Sơn Nhung, nhân cơ hội đó cũng đánh chiếm và tiêu diệt các nước của người du mục phương bắc khác là Cô Trúc, Lệnh Chi (令支), Vô Chung (无终). Khi rút quân về nam, Tề Hoàn công giao lại lãnh thổ 3 nước này cho Yên Trang công. Từ đó lãnh thổ nước Yên được mở rộng thêm.

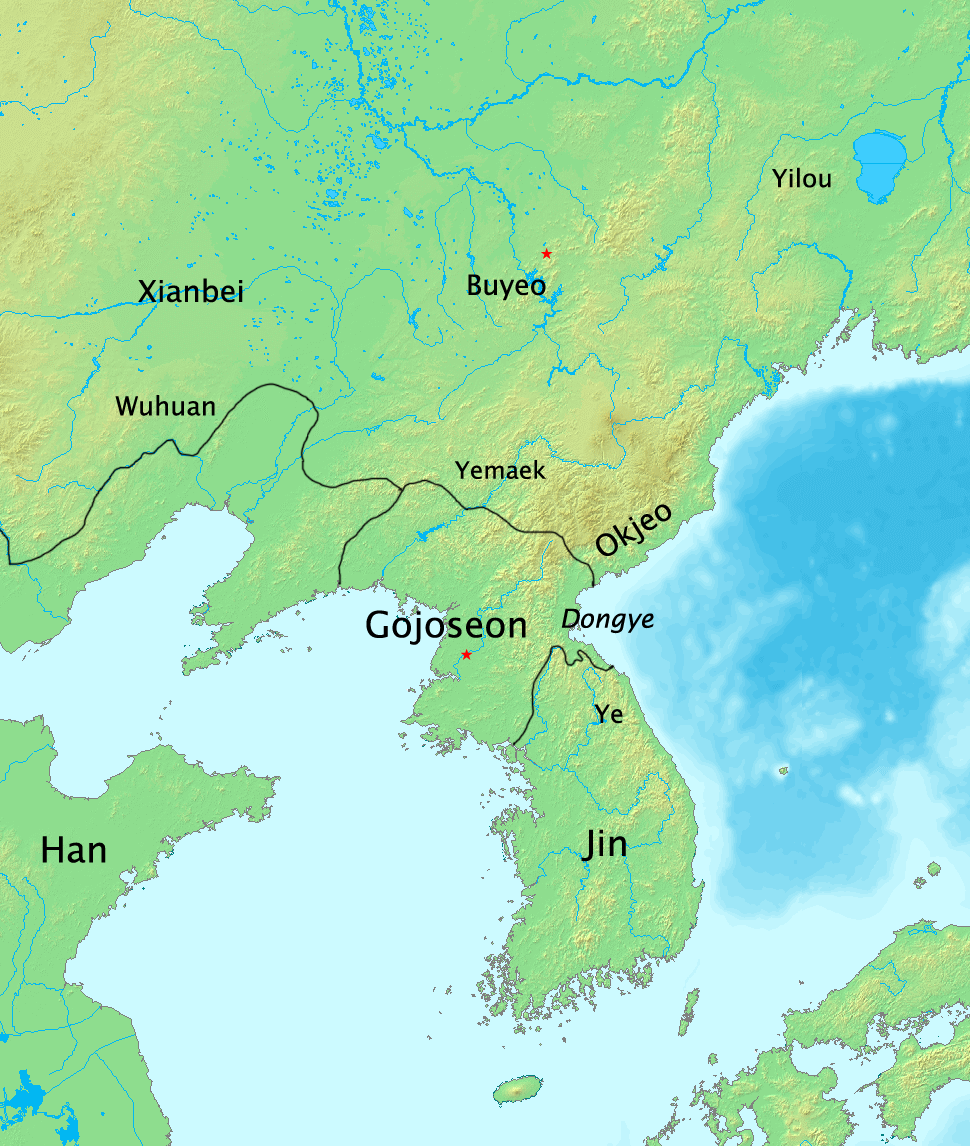
Liêu Ninh cùng với Cát Lâm từng là lãnh thổ Cổ Triều Tiên

Thời Yên Chiêu vương, tướng Tần Khai (秦开) của nước Yên đã khởi binh tập kích, đại phá Đông Hồ. Trong cuộc chiến này, Tần Khai đã vượt Liêu Thủy, tấn công bắc bộ Cơ Tử Triều Tiên. Đông Hồ phải lui trên 1.000 dặm, kết quả vùng lãnh thổ phía đông của Yên được mở rộng trên 1.000 dặm. Nước Yên cho sửa sang, xây đắp trường thành phía bắc. Trường thành này khởi đầu từ phía tây tại Tạo Dương (nay là vùng đông bắc Tuyên Hóa, Trương Gia Khẩu, tỉnh Hà Bắc), kéo dài về phía đông tới Tương Bình (nay là phía bắc Liêu Dương, tỉnh Liêu Ninh).
Năm 226 TCN, sau khi chiếm được một nửa nước Yên từ trước đó, quân Tần công phá Kế thành, Yên vương Hỉ cùng thái tử Đan dẫn quân lui về Liêu Đông, tướng Tần là Lý Tín (李信) xuất quân truy đuổi. Yên vương giết thái tử Đan rồi dâng thủ cấp để cầu hòa. Tại vùng đất quân Tần chiếm được, vua Tần cho thành lập các quận Ngư Dương, Hữu Bắc Bình, Liêu Tây. Năm sau lại lập quận Thượng Cốc, Quảng Dương. Năm 222 TCN, vua Tần sai Vương Bí tấn công Yên ở Liêu Đông. Quân yên đại bại, Yên vương Hỉ bị bắt, nước Yên diệt vong. Tần thành lập Liêu Đông quận trên vùng Liêu Đông của nước Yên cũ.

### Thời Tần, Hán
Sau khi Tần Thủy Hoàng thống nhất Trung Quốc, triều đình đã thiết lập trên đất Liêu Đông ngày nay ba quận là Liêu Đông, Liêu Tây và Hữu Bắc Bình. Đến thời Tây Hán thì vùng đất Liêu Ninh phụ thuộc vào U châu.

Thế kỷ I TCN, địa bàn tỉnh Liêu Đông ngày nay phân thuộc Hữu Bắc Bình quận (右北平郡), Liêu Tây quận (遼西郡), Liêu Đông quận (遼東郡) và Huyền Thổ quận (玄菟郡) của U châu (幽州) Nhà Hán

Vệ Mãn được cho là một vị tướng của nước Yên, sau đó, ông đã quy phục Chuẩn Vương của Cổ Triều Tiên. Chuẩn Vương đã chấp thuận và bổ nhiệm Vệ Mãn giữ chức vụ chỉ huy tại vùng biên giới phía tây của Cổ Triều Tiên, trên địa phận tỉnh Liêu Ninh ngày nay. Mặc dù vậy, Vệ Mãn đã nổi dậy và tiêu diệt Cổ Triều Tiên. Năm 194 TCN, ông đã lập nên Vệ Mãn Triều Tiên và quyết định đặt kinh đô ở Vương Hiểm thành (王險城) và được một số học giả nhận định là nằm bên Liêu Hà. Trong giai đoạn này, Vệ Mãn Triều Tiên đã mở rộng kiểm soát trên một lãnh thổ rộng lớn và kiểm soát thương mại giữa Nhà Hán và các quốc gia tại Mãn Châu. Cháu trai của Vệ Mãn là Hữu Cừ Vương (右渠王) đã cho phép nhiều người Hán lưu vong sống tại Vệ Mãn Triều Tiên. Năm 109 TCN, Hán Vũ Đế đã xâm lược Vệ Mãn Triều Tiên. Sau vài lần thất bại trong việc đè bẹp quân đội Vệ Mãn Triều Tiên, Hán Vũ Đế đã cố gắng thuyết phục các hoàng tử của Vệ Mãn giết Hữu Cừ Vương.
Sau khi tiêu diệt Vệ Mãn Triều Tiên, Nhà Hán lập nên Hán tứ quận trên các lãnh thổ chiếm được, tương ứng với các khu vực bán đảo Liêu Đông và tây bắc bán đảo Triều Tiên ngày nay, trong đó trên địa bàn tỉnh Liêu Ninh ngày nay có Liêu Đông quận và Huyền Thổ quận, cộng thêm hai quận Liêu Tây và Hữu Bắc Bình đã thành lập từ trước đó. Huyền Thổ nằm ở bên trong Trường Thành, trên khu vực Thẩm Dương và Phủ Thuận ngày nay, nhân khẩu khoảng trên 40.000 người.
Căn cứ theo các tài liệu Tam quốc sử ký và Tam quốc di sự, một vương tử của Phù Dư Quốc, mang tên Chu Mông đã buộc phải rời khỏi đất nước của mình do sự tranh giành quyền kế vị diễn ra giữa các vương tử của Phù Dư; và ông là người đã thành lập ra quốc gia Cao Câu Ly (năm 37 TCN) trên vùng đất mang tên là Tốt Bản, lấy vương đô là Hội Thăng Cốt thành (纥升骨城) thuộc huyện Hoàn Nhân của tỉnh Liêu Ninh ngày nay.
Ban đầu, Cao Câu Ly phát triển từ một liên minh các bộ lạc Uế Mạch và nhanh chóng phát triển từ vùng đất mà họ kiểm soát (lưu vực Hồn Hà thuộc tỉnh Liêu Ninh ngày nay). Sau khi có được nguồn nhân lực và vật lực dồi dào từ việc chinh phạt các bộ tộc láng giềng, Chu Mông xua quân tấn công các quận Lạc Lãng, Huyền Thổ và Liêu Đông ở khu vực Tây Bắc Triều Tiên, Mãn Châu và bán đảo Liêu Đông ngày nay; và trở thành một thế lực độc lập với các quận Nhà Hán. Đến năm 3 SCN, Cao Câu Ly đã thiên đô đến Quốc Nội thành (nay thuộc Tập An, tỉnh Cát Lâm) do chịu áp lực từ Nhà Hán.
Cuối thời Đông Hán, triều đình suy yếu nên đã xảy ra tình trạng cát cứ. Công Tôn Độ đã cát cứ ở Liêu Đông khi cuộc chiến quân phiệt nổ ra. Sau đó Công Tôn Độ mang quân đánh về hai phía đông tây, đánh nước Cao Câu Ly và bộ tộc Ô Hoàn, đều thắng lợi. Công Tôn Độ công khai bày tỏ ý định tranh bá đồ vương. Bước đầu, Công Tôn Độ chia quận Liêu Đông làm ba: Liêu Đông, Liêu Tây và Trung Liêu, bổ nhiệm người của mình làm Thái thú 3 quận đó, còn ông tự xưng là Châu mục Bình châu, Liêu Đông hầu. Công Tôn Độ là người đặt nền móng cát cứ của họ Công Tôn ở Liêu Đông.

### Thời Tam Quốc
Sau khi đánh bại quân Tào Ngụy vào năm 237, Công Tôn Uyên tự xưng là Yên vương. Năm 238, Ngụy Minh Đế Tào Duệ sai Tư Mã Ý mang đại quân đánh Yên. Tháng 6 năm đó quân Ngụy tấn công Liêu Đông. Cuối cùng, Công Tôn Uyên tử trận bên bờ sông Lương Thủy. Tư Mã Ý mang quân vào thành Tương Bình, giết 7000 đàn ông từ 15 tuổi trở lên, thu thập xác chất thành đống cao, hơn 2.000 quan văn võ do Công Tôn Uyên bổ nhiệm đều bị chém hết. Sau đó, chính quyền Tào Ngụy đã phế Hậu Thành huyện, thiết lập 4 huyện Cao Câu Ly, Cao Hiển, Liêu Dương và Vọng Bình thuộc Huyền Thổ quận.
Sau khi Tào Ngụy chiếm được Liêu Đông, mối quan hệ hữu hảo giữa Tào Ngụy và Cao Câu Ly nhanh chóng tan vỡ và Cao Câu Ly xua quân tấn công các khu vực phía tây của Liêu Đông. Năm 244), U châu thứ sử Vô Khâu Kiệm từ trị sở của Huyền Thổ quận (nay thuộc Thẩm Dương) đã đưa 10.000 quân tấn công và tàn phá Hoàn Đô sơn thành (nay thuộc cực nam của Cát Lâm) của Cao Câu Ly. Đông Xuyên Vương của Cao Câu Ly phải bỏ chạy khỏi kinh đô. Tháng 6 năm 245, Vô Khâu Kiệm đưa quân Ngụy trở lại U châu, Đông Xuyên Vương lại trở về Hoàn Đô sơn thành, song Vô Khâu Kiệm lại cử Vương Kì (王頎) đi đánh và lần này Đông Xuyên Vương buộc phải chạy về phía Đông và nương nhờ tại lãnh thổ của các bộ tộc Ốc Trở. Tuy nhiên, sau đó quân Tào Ngụy đã bị Cao Câu Ly đẩy lui và không lâu sau đó, người Cao Câu Ly đã khôi phục được lãnh thổ cũ, gồm một bộ phận ở đông bộ tỉnh Liêu Ninh hiện nay.

### Thời Tây Tấn, Ngũ Hồ thập lục quốc
Năm 265, Tây Tấn được thành lập. Trong khi đó, Cao Câu Ly xây dựng lại kinh đô của họ tại Hoàn Đô và bắt đầu xua quân tấn công các quận Liêu Đông và Huyền Thổ. Năm 302, Cao Câu Ly thôn tính Huyền Thổ quận, và sau đó thì thế lực của nước này chạm đến bán đảo Liêu Đông.
Khi người Hồ tràn vào Trung Nguyên, Vương Tuấn đã cát cứ U châu và Ký châu. Bên cạnh thế lực của Vương Tuấn và Cao Câu Ly, trên địa bàn Liêu Ninh khi đó còn có ba thế lực thuộc Đông bộ Tiên Ti là Đoàn bộ, Vũ Văn bộ và Mộ Dung bộ.
Vương Tuấn nhận thấy rằng thiên hạ rồi sẽ đại loạn nên đã hướng ra bên ngoài kết viện, ông ta gả một con gái cho thủ lĩnh Đoàn Vụ Mục Trần của Đoàn bộ Tiên Ti và đề nghị triều đình nhà Tấn phong cho Đoàn Vụ Mục Trần là Liêu Tây công, ban cho Đoàn Vụ Mục Trần Liêu Tây quận. Chính quyền này do đó cũng được gọi là "Liêu Tây công quốc", đô thành đặt tại Lệnh Chi (令支) (nay thuộc Thiên An, Hà Bắc). Sử sách đương thời viết rằng Đoàn bộ Tiên Ti "cứ hữu đất Liêu Tây, xưng thần với Tấn. Xứ này có hơn 3 vạn nóc nhà, có tới bốn hoặc năm vạn con ngựa".
Trong số ba bộ tộc Đông bộ Tiên Ti thì Vũ Văn bộ là mạnh nhất. Vũ Văn bộ có lẽ hình thành từ những năm Hán Mạt hoặc Tam Quốc sơ. Sau thời Tây Tấn, Vũ Văn bộ có lãnh thổ trải rộng từ Nhu Nguyên (thượng du Loan Hà thuộc tỉnh Hà Bắc) đến Liễu Thành (nay là Triều Dương của Liêu Ninh). Còn Mộ Dung bộ đã thiên cư đến Liêu Tây vào đầu thời Tào Ngụy, đã có công trong chiến dịch thảo phạt Công Tôn Uyên của Tư Mã Ý, thủ lĩnh Mạc Hộ Bạt (莫护跋) sau đó đắp thành tại vùng đất nay là Triều Dương của tỉnh Liêu Ninh, đổi tên thành Mộ Dung Yên. Mộ Dung Thiệp Quy được triều đình Trung Nguyên phong là Tiên Ti thiền vu, thiên cư đến Liêu Đông và bắt đầu Hán hóa. Về sau, Mộ Dung bộ và Vũ Văn bộ thường xảy ra giao chiến.
Sau khi bị quân Tấn đánh bại, Mộ Dung bộ đã trở thành chư hầu của nhà Tấn vào năm 289. Do có loạn ở Trung Nguyên, nhiều nạn dân người Hán đã đến các vùng lãnh địa tương đối an toàn của Mộ Dung bộ, do được đối xử tốt với nên hầu hết đã lựa chọn ở lại, sức mạnh của Mộ Dung bộ vì thế cũng tăng lên. Năm 337, thủ lĩnh Mộ Dung bộ là Mộ Dung Hoảng tự xưng Yên Vương, lịch sử gọi là Tiền Yên.
Mùa đông năm 338, Tiền Yên và Hậu Triệu liên minh đánh Đoàn bộ. Sau khi đánh thắng Đoàn bộ, Hậu Triệu lại đem quân đánh Tiền Yên song thất bại và Tiền Yên đã giành được quyền kiểm soát các thành trước đây của Đoàn bộ. Năm 341, Mộ Dung Hoảng dời đô từ Cức Thành đến một thành mới được xây dựng là Long Thành (龍城, nay thuộc Liêu Ninh). Năm 342, Tiền Yên đã tấn công kinh đô Cao Câu Ly ở Hoàn Đô sơn thành. Quân Tiền Yên đã bắt một số thành viên vương tộc Cao Câu Ly đem về nước. Năm 344, Mộ Dung Hoảng cùng phó tướng Mộ Dung Hàn đã tiến đánh Vũ Văn bộ, quân Tiền Yên đã đại thắng và buộc tù trưởng Vũ Văn Dật Đậu Quy (宇文逸豆歸) phải chạy trốn. Quân Tiền Yên buộc Vũ Văn bộ phải di chuyển xuống phía nam và hợp nhất họ thành thần dân của Tiền Yên.
Vào mùa xuân năm 350, nhân lúc Hậu Triệu suy yếu, Mộ Dung Tuấn bắt đầu tấn công nước này, quân Tiền Yên nhanh chóng chiếm được Kế Thành (薊城, nay thuộc Bắc Kinh). Mộ Dung Tuấn sau đó dời đô từ Long Thành (龍城, nay thuộc Cẩm Châu, Liêu Ninh) đến Kế Thành.
Tiền Yên sau đó bị nước Tiền Tần tiêu diệt, toàn bộ địa bàn tỉnh Liêu Ninh thuộc nước Tiền Tần. Sau thất bại trước Đông Tấn trong trận Phì Thủy, Tiền Tần suy yếu và sụp đổ. Mộ Dung Thùy, một thân vương của Tiền Yên đã nổi loạn và lập ra nước Hậu Yên, lãnh thổ Hậu Yên cả địa phận Liêu Ninh. Về sau, Hậu Yên lại suy yếu, lãnh thổ bị thu nhỏ dần và hoàng đế Hậu Yên phải chuyển đến Long Thành (龍城, nay thuộc Cẩm Châu, Liêu Ninh). Vào mùa xuân năm 398, sau một cuộc nổi loạn của tướng Đoàn Tốc Cốt (段速骨), Mộ Dung Bảo đã bị vây trong Long Thành, Lan Hãn tận dụng thời này đã tiếm quyền trong một thời gian ngắn. Mộ Dung Thịnh sau đó đã tiến hành chính biến lật đổ nhạc phụ, tái lập Hậu Yên và xưng đế. Năm 407, Long Thành lại xảy ra chính biến, hoàng đế Mộ Dung Hi bị giết và con trai nuôi của Mộ Dung Bảo là Mộ Dung Vân lên thay thế, lập ra nước Bắc Yên.

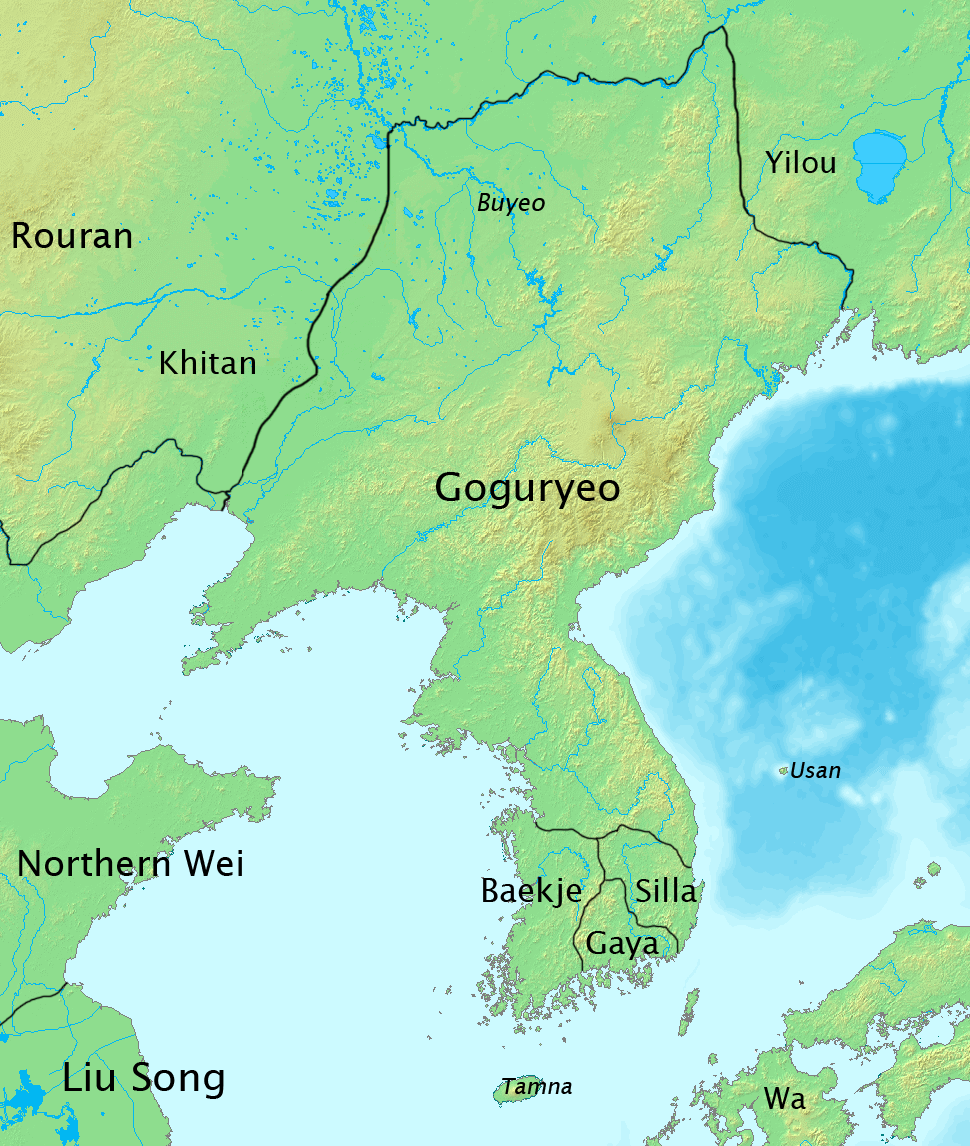
Phần phía đông Liêu Ninh từng chịu sự chi phối của Cao Câu Ly từ năm 404 cho đến tận những năm tồn tại cuối cùng của mình (668)

Năm 404, thừa cơ Hậu Yên suy yếu, Cao Câu Ly đã đưa quân chiếm đóng Liêu Đông.
Mộ Dung Vân lên làm vua Yên, lại lấy họ cũ là Cao Vân. Năm 418, Bắc Ngụy Minh Nguyên Đế đã thực hiện một cuộc tấn công bất ngờ chống lại Bắc Yên, bao vây Hòa Long (tức Long Thành), quân Bắc Ngụy bắt khoảng 10.000 hộ tại Bắc Yên và rút lui. Vào mùa thu năm 432, Thái Vũ Đế của Bắc Ngụy lại tấn công Bắc Yên, hướng về kinh đô Hòa Long của Bắc Yên. Năm 436, Bắc Yên bị Bắc Ngụy thôn tính, vua Phùng Hoằng của Bắc Yến di tản dân chúng của mình sang Cao Câu Ly. Trường Thọ Vương của Cao Câu Ly đã cho người dân của Phùng Hoằng định cư tại Bình Quách (平郭, nay thuộc Dinh Khẩu, Liêu Ninh), và sau đó tại Bắc Phong (北豐, nay thuộc Thẩm Dương, Liêu Ninh). Tuy nhiên, do có mâu thuẫn, quốc vương Cao Câu Ly sau đó đã cho giết chết Phùng Hoằng.

### Nam-Bắc triều
Sau khi Bắc Ngụy diệt Bắc Yên, vùng Liêu Đông do Cao Câu Ly kiểm soát. Tuy vậy, Cao Câu Ly cũng xưng thần với Bắc Ngụy và đến năm 491, Bắc Ngụy Hiếu Văn Đế đã sách phong cho Trường Thọ Vương của Cao Câu Ly làm Xa kị đại tướng quân, thái phó, Liêu Đông quận khai quốc công, Cao Câu Ly vương, thừa nhận việc Cao Câu Ly khống chế Liêu Đông.
Năm 444, Bắc Ngụy đã thành lập Doanh châu (營州) trị sở đặt ở Long Thành huyện (nay thuộc Triều Dương của Liêu Ninh), châu này quản lý các khu vực của tỉnh Liêu Ninh khi đó thuộc Bắc Ngụy. Sau khi Bắc Ngụy bị chia tách thành hai nước ở phía đông và Tây, Doanh châu thuộc Đông Ngụy rồi Bắc Tề. Sau khi Bắc Tề bị Bắc Chu tiêu diệt, vùng đất phía tây tỉnh Liêu Ninh thuộc về Bắc Chu. Sau khi để mất Liêu Đông, Bắc Yên đã lập Liêu Đông quận ở phía tây tỉnh Liêu Ninh ngày nay, đến thời Bắc Tề thì quận này bị phế.
Khu vực phía bắc của Bắc Ngụy và Cao Câu Ly trên địa bàn Liêu Ninh ngày nay ban đầu có người Nhu Nhiên. Cùng với sự phát triển của tộc Tiên Ti khi họ khống chế triều Bắc Ngụy, kiểm soát miền Bắc Trung Quốc, tộc Khiết Đan cũng trở nên hùng mạnh và được ghi nhận lần đầu trong lịch sử.

### Thời Tùy
Dưới thời nhà Tùy, khu vực tỉnh Liêu Ninh do triều đình Trung Quốc kiểm soát được phân thành Liêu Đông quận, Liễu Thành quận và Yên quận. Trong đó, Liêu Đông quận được lập vào năm 612, trị sở đặt tại Tân Dân của Thẩm Dương hiện nay; Liễu Thành quận bắt nguồn từ Xương Lê quận của Doanh châu từ thời Bắc Ngụy.
Các hoạt động quân sự của Cao Câu Ly ở Liêu Tây đã chọc tức triều đình nhà Tùy. Mặt khác, Bình Nguyên Vương và Anh Dương Vương của Cao Câu Ly cũng cương quyết duy trì mối quan hệ bình đẳng với nhà Tùy. Năm 597, Anh Dương Vương đã cùng với người Mạt Hạt tấn công vùng biên giới đông bắc của nhà Tùy. Năm 598, Tùy Dạng Đế đã lệnh cho hoàng tử Dương Lượng (楊諒) và Chu La Hầu (周罗睺) đem 30 vạn thủy binh tiến đánh Cao Câu Ly, kết quả là quân Tùy bại trận. Sau khi Tùy Văn đế qua đời, Tùy Dạng Đế tiếp tục thực hiện mưu đồ xâm chiếm Cao Câu Ly bằng các chiến dịch năm 612, 613, 614 song cũng đều thất bại. Trong cuộc tấn công năm 612, 9 đạo quân Tùy với 30 vạn 5 nghìn người đã tấn công Cao Câu Ly tại khu vực Liêu Hà và chọc thủng các phòng tuyến của Cao Câu Ly. Cuộc tấn công xâm lược năm 614 của Tùy bị bãi bỏ sau khi Cao Câu Ly đồng ý giao nộp Hộc Tư Chính (斛斯政), một phản tướng của nhà Tùy chạy sang Cao Câu Ly cho Dạng Đế xử tử.

### Thời Đường

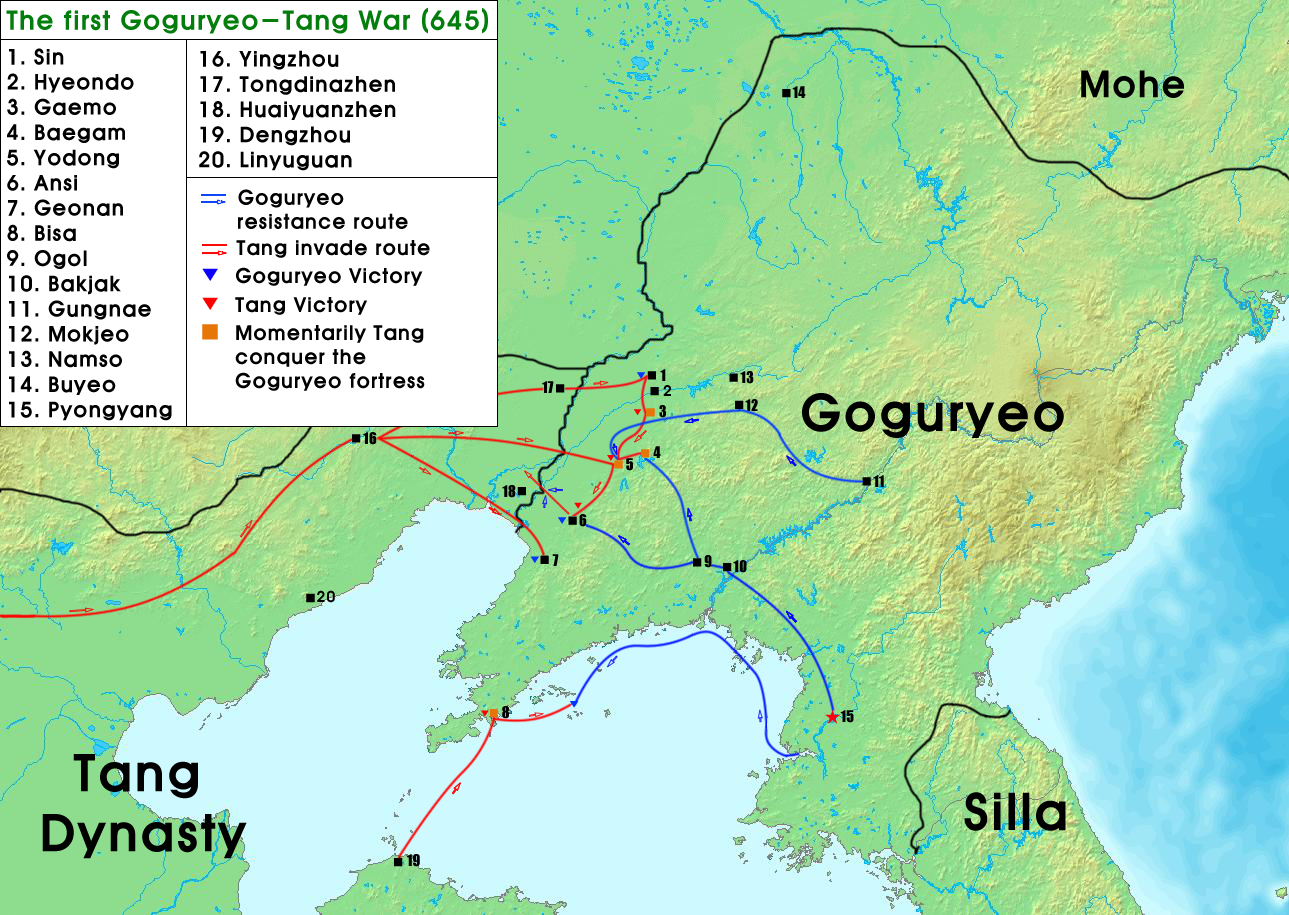
Sơ đồ mô tả chiến tranh Cao Câu Ly-Đường năm 645

Năm Trinh Quán thứ 11 (643) thời Đường Thái Tông, do bị liên minh Cao Câu Ly và Bách Tế tấn công, Tân La đã thỉnh cầu cứu viện của Nhà Đường. Nhân cơ hội này, Đường Thái Tông đã hạ lệnh tấn công Liêu Đông. Năm 645, Đường Thái Tông cho 17 vạn quân tấn công Cao Câu Ly, Lý Tích (李勣) xuất quân theo đường bộ còn Trương Lượng (张亮) xuất quân theo đường thủy, đích thân Đường Thái Tông đến Liêu Đông đốc chiến. Phía Cao Câu Ly cử 10 vạn quân đến Liêu Đông thành và An Thị thành ven Liêu Hà chống lại. Sau khi chiếm được Liêu Đông thành, quân Đường tiếp tục tấn công An Thị thành (nay thuộc Hải Thành của Liêu Ninh) từ tháng 6 đến tháng 9 song không hạ được thành này và phải rút lui. Sau khi Thái Tông qua đời năm 649, Đường Cao Tông tiếp tục những cuộc tấn công xâm lược Cao Câu Ly vào năm 661 và 662, nhưng tất cả đều bị Cao Câu Ly đánh bại. Mặc dù vậy những cuộc chiến tranh với Nhà Đường đã khiến Cao Câu Ly hao binh tổn tướng khá nhiều.
Sau khi tiêu diệt Bách Tế vào năm 660, liên quân Đường-Tân La đã tấn công Cao Câu Ly. Trong chiến dịch này, quân Đường huy động tới 35 vạn quân và Tân La chỉ bị yêu cầu cung cấp tiếp tế. Năm 668, Cao Câu Ly chính thức bị tiêu diệt. Lúc đầu, Nhà Đường phân đất này thành 9 đô đốc phủ, 42 châu, 100 huyện và đặt An Đông đô hộ phủ tại Bình Nhưỡng để cai quản. Sau chiến tranh Tân La-Đường, Tân La kiểm soát được vùng đất phía nam sông Đại Đồng của bán đảo Triều Tiên. Nhà Đường buộc phải chuyển phủ lị của An Đông đô hộ phủ đến Liêu Dương ngày nay, nơi bộ máy này tiếp tục giám sát các công việc của những người tị nạn Cao Câu Ly và nhiều phần lãnh thổ của vương quốc Cao Câu Ly trước đây.
Năm 699, triều Đường cử một vương tử Cao Câu Ly cũ là Cao Đức Vũ, con trai thứ ba của quốc vương Cao Câu Ly cuối cùng là Bảo Tạng Vương đến bán đảo Liêu Đông, đặt cho ông tước hiệu "Triều Tiên vương" và phong chức đô úy một quận của An Đông đô hộ phủ. Giống như cha mình, Cao Đức Vũ lên kế hoạch nổi loạn chống lại Nhà Đường và hồi sinh Cao Câu Ly. Triều Đường vào thời điểm đó đang phải trải qua một số khủng hoảng, đặc biệt là khởi nghĩa An Lộc Sơn cùng với áp lực từ vương quốc Bột Hải do Đại Tộ Vinh lập ra vào năm 698 từ các du dân Cao Câu Ly và người Mạt Hạt. Tiểu Cao Câu Ly được Cao Đức Vũ thành lập và trở thành vùng đệm giữa Đường và vương quốc Bột Hải.
Khu vực tỉnh Liêu Ninh thuộc Đường từng do An Lộc Sơn cai quản. Sau loạn An Sử, quân lực của Đường ở Liêu Ninh bị tổn hại nghiêm trọng. Sau thời trung Đường, đất nước xảy ra nạn phiên trấn cát cứ, Truy Thanh tiết độ sứ Lý Chính Kỉ chiếm cứ đất Bình Lư (trị sở nay thuộc Triều Dương, Liêu Ninh). Bình Lư do con cháu của Lý Chính Kỉ cát cứ trong 54 năm, về sau bị triều Đường bình định.

### Thời Liêu, Kim và Nguyên

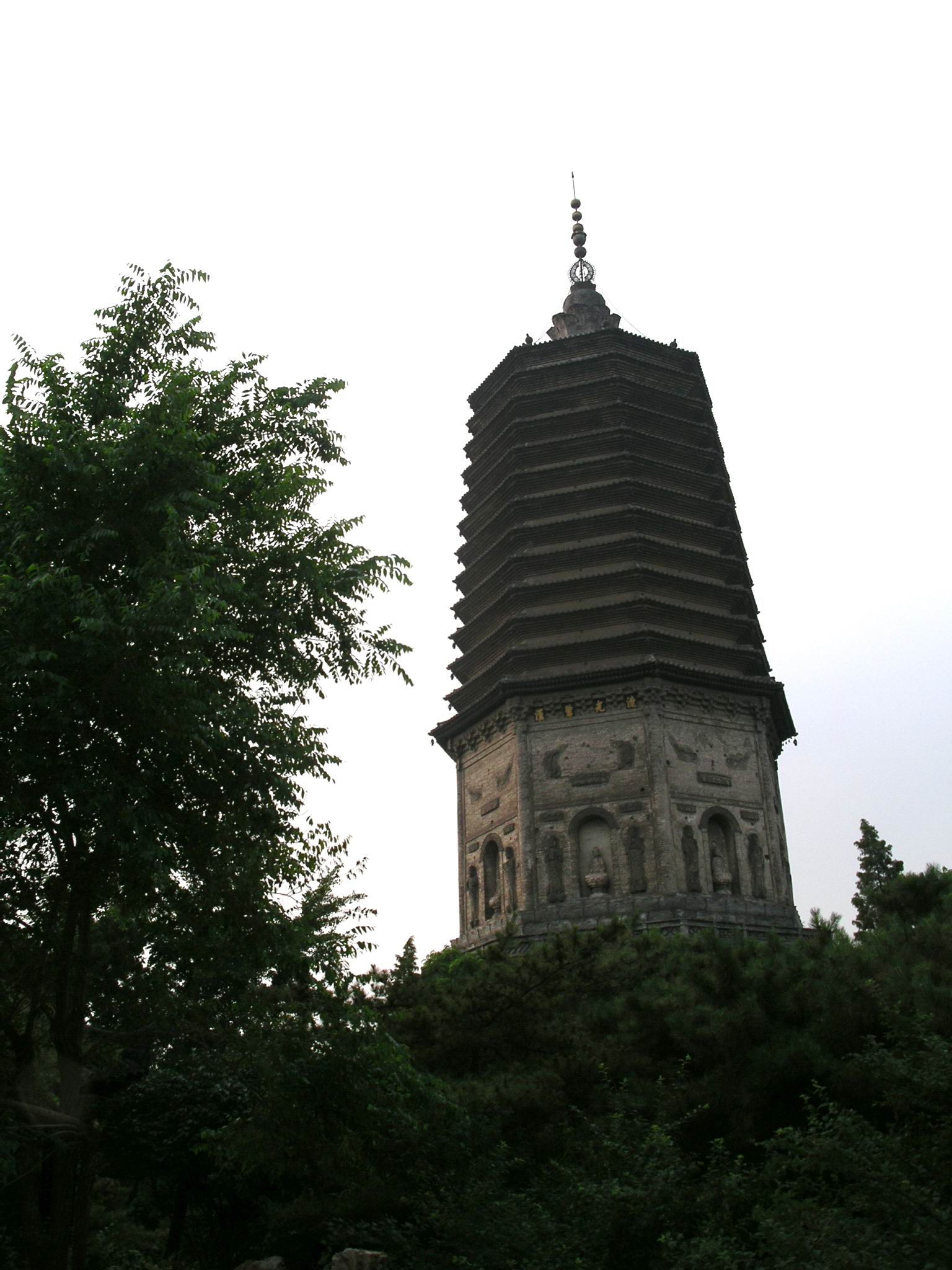
Bạch tháp tại Liêu Dương, được xây dựng từ thời nhà Liêu, sau đó đã được xây dựng lại nhiều lần

Trong thời Ngũ Đại Thập Quốc, một bộ phận tây bộ Liêu Ninh thuộc quyền cai quản của Lưu Thủ Quang (劉守光) 895-913. Năm 916, Da Luật A Bảo Cơ lập ra nước Liêu của người Khiết Đan, chiếm cứ Liêu Tây. Sau khi Bột Hải bị Liêu tiêu diệt vào năm 926, toàn bộ khu vực tỉnh Liêu Ninh ngày nay thuộc quyền cai quản của Liêu. Thời nhà Liêu, tỉnh Liêu Ninh phân thuộc Đông Kinh đạo, Thượng Kinh đạo, Trung Kinh đạo, Hạ Kinh đạo. Trong đó, Đông Kinh đạo đặt tại Liêu Dương phủ (nay là Liêu Dương của Liêu Ninh). Tàn dư của vương quốc Bột Hải cũng lập ra các chế độ Hậu Bột Hải, Định An và Hưng Liêu, chiếm cứ một bộ phận tỉnh Liêu Ninh hiện nay trong một thời gian ngắn, tuy nhiên, cuối cùng đều bị Liêu đánh dẹp.
Thời nhà Kim, đại bộ phận Liêu Ninh thuộc Đông Kinh lộ, những phần còn lại phân thuộc Hàm Bình lộ, Thượng Kinh lộ, Bắc Kinh lộ.
Thời Nhà Nguyên, Liêu Ninh phân thuộc Liêu Dương đẳng xứ hành trung thư tỉnh (辽阳等处行中书省), trong đó đông bộ Liêu Ninh thuộc Liêu Dương lộ và Thẩm Dương lộ; khu vực bắc bộ Liêu Ninh thuộc Hàm Bình phủ của Khai Nguyên lộ, khu vực tây bộ Liêu Ninh thuộc Quảng Ninh lộ. Riêng các khu vực Cẩm Châu và Triều Dương thì thuộc Đại Ninh lộ của Trung thư tỉnh.
Thời điểm này, Liêu Ninh đã có đến 10 vạn hộ, vùng đất canh tác khai khẩn rộng hơn 1000 lý. Ngoài nông nghiệp, các nghề luyện thép, dệt lụa, làm gốm sứ cũng có sự phát triển. Trên địa bàn tỉnh khi đó còn có các mỏ khai khoáng, nghề làm muối cũng phát triển.

### Thời Minh

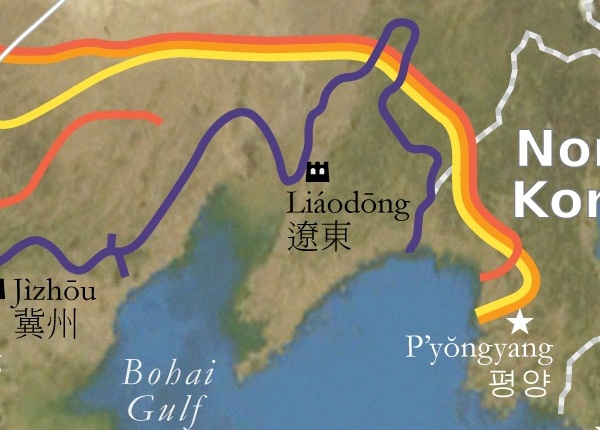
Bức tường Liêu Đông (màu tím) thời Minh.

Quân Minh chiếm được Liêu Ninh vào năm 1371, chỉ ba năm sau khi họ trục xuất được người Mông Cổ ra khỏi Thượng Đô (Bắc Kinh). Thời Minh, triều đình đã thiết lập trên đất Liêu Ninh các trọng trấn/vệ sở Liêu Dương, Ninh Viễn và Thẩm Dương; một bộ phận tỉnh Liêu Đông thuộc Liêu Đông đô ti của Sơn Đông thừa tuyên bố chánh sứ ti (山东承宣布政使司), bộ phận còn lại thuộc Nô Nhi Can đô ti. Năm Tuyên Đức thứ 10 (1435), triều đình Nhà Minh bãi bỏ Nô Nhi Can đô ti, lãnh thổ của cơ cấu này phân thuộc các vệ sở. Khoảng năm 1442, triều đình Nhà Minh đã cho xây dựng một tuyến tường phòng thủ ở phía đông bắc để đề phòng những người Nữ Chân và Mông Cổ. Năm 1467-68, tường thành được mở rộng để bảo vệ cho khu vực đông bắc trước người Kiến Châu Nữ Chân, trong khi đó, tại địa bàn Liêu Ninh cũng có sự hiện diện của các bộ tộc Hải Tây Nữ Chân. Mặc dù có cùng một mục đích với Vạn Lý Trường Thành, song bức tường Liêu Đông này có chi phí thấp hơn. Mặc dù sử dụng một số gạch và đá ở một số điểm, song hầu hết bức tường này chỉ giống như một con đê bằng đất và có hào ở hai bên.

### Thời Hậu Kim, Thanh

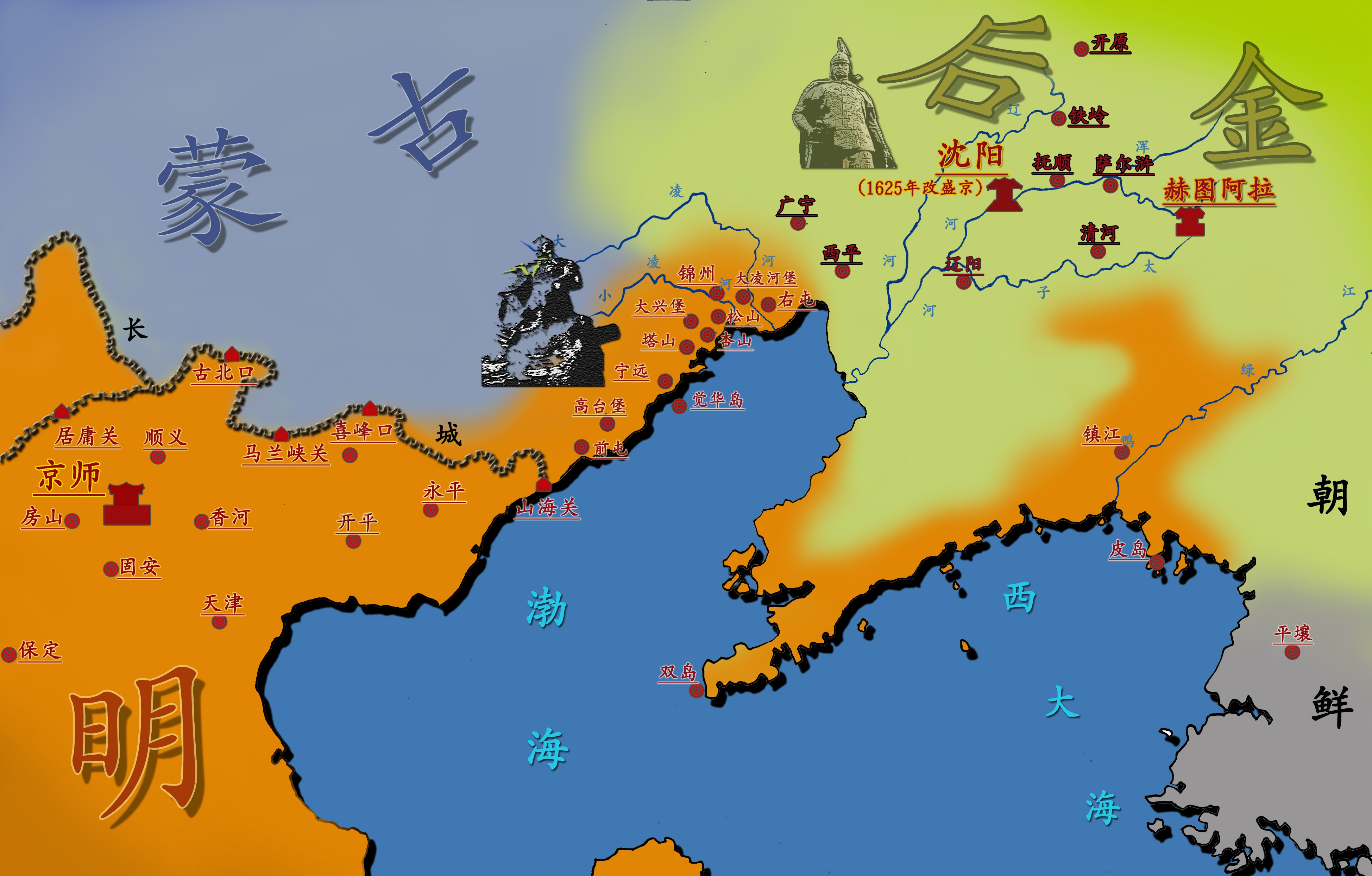
Những năm cuối thời Nhà Minh, Liêu Ninh là nơi tranh giành của quân Hậu Kim, Mông Cổ và Minh

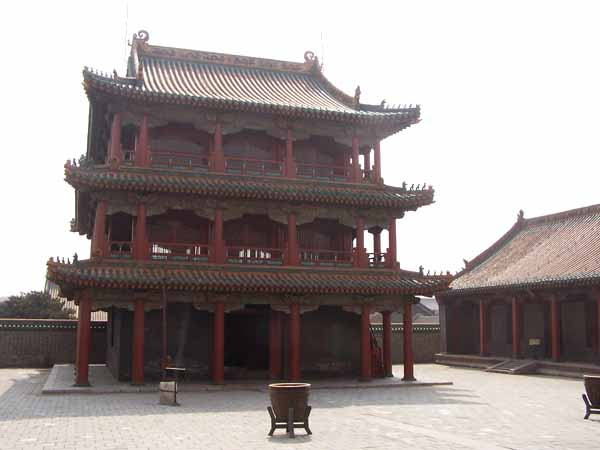
Cố cung Thẩm Dương của Nhà Thanh

Quân Nhật xung phong tấn công quân Nga ở Thẩm Dương trong chiến tranh Nga-Nhật

Năm 1593, đã diễn ra trận Cổ Lặc Sơn giữa Kiến Châu Nữ Chân với liên quân bao gồm bốn bộ lạc Hải Tây Nữ Chân và năm bộ lạc Mông Cổ tại địa phận Tân Tân ngày nay, kết quả là Nỗ Nhĩ Cáp Xích đã giành được chiến thắng. Sau đó, năm 1608, Nỗ Nhĩ Cáp Xích đã cùng quân Minh ở biên thùy lập bia hoạch giới. Năm 1616, tại Hách Đồ A Lạp, Nỗ Nhĩ Cáp Xích đã xưng hãn, đặt quốc hiệu là "Kim", lịch sử gọi là "Hậu Kim", tiền thân của Nhà Thanh. Hách Đồ A Lạp nay thuộc Tân Tân của Liêu Ninh, nằm bên ngoài bức tường Liêu Đông. Đầu năm 1619, Minh Thần Tông sai Binh bộ Thị lang Dương Cảo làm Liêu Đông Kinh lược sứ, chỉ huy đại quân, cộng với binh lực của các bộ tộc Nữ Chân và Mông Cổ chống Nỗ Nhĩ Cáp Xích, đứng đầu là bộ tộc Diệp Hách, binh lực của quân Triều Tiên, chia bốn đường đánh dẹp Hậu Kim. Tận dụng ưu thế cơ động, Nỗ Nhĩ Cáp Xích cho quân Bát kỳ nhanh chóng tiến đến chiếm lĩnh thế trận trước tại bờ sông Tát Nhĩ Hử (薩爾滸), tức Hồn Hà tại đông bộ Liêu Ninh ngày nay. Chỉ trong 6 ngày tác chiến, 6 vạn quân Nữ Chân đã đánh bại 14 vạn liên quân Minh - Triều Tiên - Diệp Hách, làm rung động Minh triều.
Danh tiếng Nỗ Nhĩ Cáp Xích vang dội toàn mạn Bắc Trung Quốc. Năm 1621, quân Bát kỳ tiếp tục đánh chiếm Liêu Dương, Trung Trấn, Thẩm Dương, khống chế toàn bộ vùng đất phía đông Liêu Hà. Cũng trong năm này, Nỗ Nhĩ Cáp Xích thiên đô về Liêu Dương, với mục đích khống chế vùng Liêu Đông. Đến năm 1625, kinh đô của Hậu Kim chuyển về Thịnh Kinh (盛京, nay thuộc Thẩm Dương). Tuy nhiên, Nỗ Nhĩ Cáp Xích sau đó đã đại bại trước quân Minh trong trận Ninh Viễn diễn ra vào năm 1626 tại Hưng Thành, Liêu Ninh hiện nay. Sau khi lên kế vị, Hoàng Thái Cực đã mở mang lãnh thổ của Hậu Kim, khuất phục Mông Cổ và Triều Tiên. Tuy nhiên, trong lần đánh thành Ninh Viễn, Hoàng Thái Cực đã thất bại trước tướng Viên Sùng Hoán của Minh. Về sau, do có biến cố tại Trung Nguyên, Lý Tự Thành chiếm Bắc Kinh, Ngô Tam Quế mở cổng Sơn Hải quan để tướng Hậu Kim Đa Nhĩ Cổn đã đưa quân Thanh xâm nhập Trung Nguyên, bắt đầu cuộc chinh phục toàn cõi Trung Quốc.
Cuộc chinh phục Liêu Đông của Hậu Kim đã khiến cho dân số khu vực này suy giảm nghiêm trọng, các cư dân người Hán bản địa đã bị quân Nữ Chân/Mãn Châu sát hại hoặc phải dời vào trong Quan Nội (trong Vạn Lý Trường Thành), nhiều thành thị đã bị quân Minh phá hủy khi họ rút lui. Cuối năm 1661, một tường thuật đã viết rằng: ngoài thành Phụng Thiên (Thẩm Dương), Liêu Dương, và Hải Thành, tất cả các thành khác ở phía đông Liêu Hà đã bị bỏ hoang hoặc chỉ còn vài trăm cư dân còn ở lại. Trong đó, "Thiết Lĩnh và Phủ Thuận chỉ có một vài kẻ lang thang". Ở phía tây Liêu Hà, chỉ có Ninh Viễn, Cẩm Châu và Quảng Ninh là còn lại một lượng dân cư đáng kể.
Trong nửa sau thế kỷ XVII, (bắt đầu ban hành chiếu chỉ vào năm 1651 và 1653), triều đình Nhà Thanh đã cho một số người ở phía nam Vạn Lý Trường Thành (đặc biệt là từ Sơn Đông) đến định cư tại các khu vực tương đối hoang vắng của Phụng Thiên (sau đổi thành Thịnh Kinh) tướng quân (gần tương ứng với Liêu Ninh ngày nay). Nhiều cư dân Liêu Ninh hiện nay có tổ tiên là những người định cư từ thế kỷ XVII. Tuy nhiên, phần còn lại của Đông Bắc Trung Quốc vẫn duy trì lệnh cấm chính thức đối với việc người Hán nhập cư. Để ngăn cản người Hán nhập cư đến các khu vực nay là Cát Lâm và Cát Long Giang, cũng như các khu vực lân cận của Nội Mông, một hệ thống được gọi là Liễu điều biên (柳條邊) với các mương và kè trên trồng cây liễu đã được xây dựng vào khoảng từ 1638- 1672. Ranh giới này vây quanh khu vực trung tâm nông nghiệp của Phụng Thiên, chạy qua hầu hết các khu vực nằm bên ngoài bức tường Liêu Đông thời Minh trước đây, hoặc tái sử dụng nó, và tách biệt khu vực đó với các khu rừng của người Mãn ở đông bắc và các thảo nguyên của người Mông Cổ ở tây bắc.
Sau đó, triều đình Nhà Thanh đã cố gắng ngăn chặn dòng người nhập cư đến Phụng Thiên và thậm chí còn bắt một số người định cư trở về bản quán. Ví dụ như một chiếu chỉ vào năm 1704 đã trách tội những người Hán định cư trong thời gian gần đã không tuân thủ các chiếu chỉ bắt họ dời đi trước đó, và yêu cầu họ hoặc là phải hợp thức hóa hộ khẩu và gia nhập một đơn vị phòng thủ địa phương (保, bảo), hoặc sẽ phải rời khỏi Thịnh Kinh tướng quân và trở về bán quán trong 10 năm tới. Mười năm sau, một chiếu chỉ mới lại xuất hiện, nhắc nhở phải làm một điều gì đó với những người di cư bất hợp pháp. Dù thế nào đi nữa, chính sách hạn chế đã không đạt hiệu quả như mong muốn của triều đình ở Bắc Kinh, và dân số Thịnh Kinh đã tăng gấp đôi từ năm 1638 đến 1734.
Từ thập niên 1860, triều đình Nhà Thanh bắt đầu mở cửa khu vực cho những người Hán di cư, việc này được gọi là Sấm Quan Đông và người Hán đã nhanh chóng trở thành dân tộc chủ yếu trong khu vực. Đến thế kỷ XX, Nhà Thanh đã thiết lập tỉnh Phụng Thiên tại Liêu Ninh ngày nay. Thời Thanh, khu vực Triều Dương của tỉnh Liêu Ninh thuộc về minh Trác Tát Đồ (卓索图盟) của Nội Mông.
Trong Chiến tranh Thanh-Nhật 1894-1895, quân Nhật đã tấn công bán đảo Liêu Đông và Đan Đông. Ngày 21 tháng 11 năm 1894, quân Nhật đã chiếm được Lữ Thuận. Quân Nhật được cho là đã thảm sát hàng nghìn thường dân Trung Quốc trong một sự kiện gọi là Đại tàn sát Lữ Thuận. Theo Hòa ước Mã Quan ký ngày 17 tháng 4 năm 1895, Nhà Thanh nhượng lại bán đảo Liêu Đông cho Nhật Bản "vĩnh viễn". Tuy vậy, các nước phương Tây đã can thiệp buộc Nhật phải từ bỏ bán đảo Liêu Đông.
Tháng 3 năm 1898, Nga chính thức thuê khu vực cảng Lữ Thuận trong vòng 25 năm. Khu vực còn lại của bán đảo Liêu Đông được quy định là lãnh thổ trung lập, Trung Quốc không được cắt nhượng cho nước khác. Năm 1899, người Nga đã thành lập đô thị Dal'niy ở phía bắc căn cứ hải quân Lữ Thuận. Người Nga đã hoàn thành một tuyến đường sắt nối từ Cáp Nhĩ Tân đến cảng Lữ Thuận vào năm 1903, nó được gọi là đường sắt Nam Mãn.
Khi Nhật Bản và đế quốc Nga giao chiến trong chiến tranh Nga-Nhật 1904-1905, đã có nhiều trận chiến quan trọng diễn ra tại Phụng Thiên, bao gồm Hải chiến cảng Lữ Thuận và Trận Phụng Thiên, hai đế quốc này đã huy động một lực lượng hùng hậu chưa từng có trong lịch sử chiến tranh của tỉnh Liêu Ninh. Do giành được thắng lợi, Nhật Bản thế chân Nga kiểm soát khu vực cảng Lữ Thuận và toàn bộ tuyến đường sắt Nam Mãn trên địa phận tỉnh Liêu Ninh.

### Năm 1912-nay(Cộng hòa)
Ngày 12/2/1912, hoàng đế nhà Thanh thoái vị và Đế quốc Đại Thanh tại Trung Quốc sụp đổ trước sức ép lớn của cuộc Cách mạng Tân hợi 1911 do người Hán tổ chức từ Miền Nam; tỉnh Liêu Ninh được bàn giao cho Trung Hoa Dân Quốc quản lý sau khi Chính phủ Mãn Châu bị tiêu diệt, tuy nhiên thì để Mãn Thanh sụp đổ thì chính quyền lại giao ở trong tay Viên Thế Khải trong 1 
không khí hòa bình nên tỉnh Liêu Ninh do chính quyền quân phiệt Bắc Dương ở tại Thủ đô Bắc Kinh của một cựu thần Đại Thanh là Viên Thế Khải đi cai trị trước khi nước Trung Quốc chuyển sang thành chế độ quân phiệt cắt cứ khoảng năm 1916.
Theo Nhị thập nhất điều (二十一條) ký kết giữa chính phủ Trung Hoa Dân Quốc và Nhật Bản, Nhật Bản được thuê Quan Đông trong vòng 99 năm, hết hạn vào năm 1997 (Nhưng Nhật mất nó năm 1945).
Năm 1929, Trung Hoa Dân Quốc đã đổi tỉnh Phụng Thiên thành tỉnh Liêu Ninh. Tên gọi Liêu Ninh cũng ra đời từ đó, và có ý nghĩa là "Liêu Hà vĩnh viễn an ninh". Tỉnh lị tỉnh Liêu Ninh đặt tại Thẩm Dương, toàn tỉnh có 59 huyện.
Trong thời kỳ Dân Quốc quân phiệt, Liêu Ninh nằm dưới quyền cai quản của Phụng hệ quân phiệt do Trương Tác Lâm và con trai Trương Học Lương đứng đầu. Từ năm 1928, ông Trương Học Lương đã tuyên bố ly khai Chính phủ Bắc Dương, quy phục chính phủ Trung ương Nam Kinh của Tưởng Giới Thạch (Là Đảng viên Quốc dân Đảng và học trò Tôn Văn).
Sau sự biến Mãn Châu, tỉnh Liêu Ninh nằm dưới sự quản lý của chế độ Mãn Châu Quốc do Nhật Bản thành lập nên, đứng đầu Mãn Châu Quốc là ngài cựu hoàng đế Phổ Nghi của Nhà Thanh, tỉnh Liêu Ninh lại được đổi thành tỉnh Phụng Thiên. Năm 1934, chế độ Mãn Châu Quốc đã phân tỉnh Phụng Thiên thành ba tỉnh An Đông, Phụng Thiên và Cẩm Châu, riêng Quan Đông vẫn thuộc về Nhật Bản. Đến năm 1939, tỉnh An Đông được chia thành tỉnh An Đông và tỉnh Thông Hóa. Đến năm 1941, tỉnh Phụng Thiên được chia thành tỉnh Phụng Thiên và tỉnh Tứ Bình. 

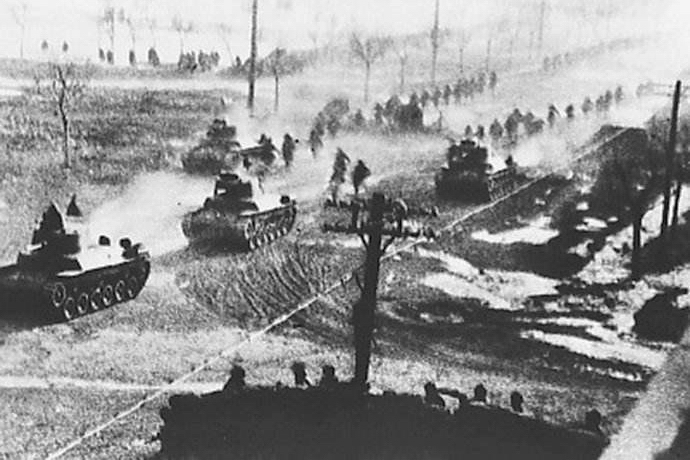
Quân và xe tăng của Giải phóng quân tiến về Thẩm Dương trong chiến dịch Liêu Thẩm

Trong Chiến dịch Mãn Châu (1945), Hồng quân Liên Xô đã đánh bại đạo quân Quan Đông của Nhật Bản. Quân đội Liên Xô chiếm đóng Quân cảng Lữ Thuận, đến năm 1950 thì trao trả lại cho bên Cộng hòa Nhân dân Trung Hoa của Đảng Cộng sản. Cùng với sự tan rã của Đạo quân Quan Đông, quân đội và chính quyền bù nhìn Mãn Châu Quốc cũng sụp đổ. Từ năm 1946 đến 1948, trên một triệu người Nhật ở vùng Đông Bắc Trung Quốc đã được các tàu Hoa Kỳ hồi hương về Nhật Bản từ Hồ Lô Đảo(Trung Quốc) sau khi Nhật thua.
Sau năm 1945, một chính phủ Quốc dân lại đổi tỉnh Phụng Thiên thành tỉnh Liêu Ninh. Năm 1947, chính phủ lập hiến Quốc dân phân khu vực Đông Bắc thành 9 tỉnh, trên địa phận Liêu Ninh ngày nay có ba tỉnh: Liêu Ninh (tỉnh lị tại Thẩm Dương), Liêu Bắc (tỉnh lị tại Liêu Nguyên) và An Đông. Từ năm 1947, chính quyền hiến chính Quốc dân thăng Thẩm Dương thành một trực hạt thị.
Sau Chiến tranh thế giới thứ hai, Trung Quốc lại nổ ra nội chiến. Chiến dịch Liêu Thẩm (辽沈战役) diễn ra trên địa bàn tỉnh Liêu Ninh là một trong ba chiến dịch lớn cuối cùng của cuộc chiến này. Khi đó 550.000 Quốc quân đã chiến đầu với 700.000 Giải phóng quân (Cộng sản). Sau khi Thẩm Dương thất thủ, lực lượng Quốc Dân đảng ở Cẩm Tây đã rút lui về khu vực vùng lãnh thổ Trung Nguyên bằng đường biển.
Sau khi Cộng hòa Nhân dân Trung Hoa (Trung Cộng)thành lập, địa bàn tỉnh Liêu Ninh ngày nay phân thuộc hai tỉnh Liêu Đông (tỉnh lị đặt tại An Đông) và Liêu Tây (tỉnh lị đặt tại Cẩm Châu), cùng với năm trực hạt thị là Lữ Đại, Thẩm Dương, An Sơn, Phủ Thuận và Bản Khê. Đến năm 1954, các địa phương này hợp nhất lại thành tỉnh Liêu Ninh với tỉnh lị đặt tại Thẩm Dương. Triều Dương và 6 huyện của tỉnh Nhiệt Hà cũng được sáp nhập vào tỉnh Liêu Ninh năm 1955. Trong thời kỳ Cách mạng Văn hóa (Cuộc Cách mạng mà rất chi là khủng khiếp), năm 1969, minh Chiêu Ô Đạt của Nội Mông đã được sáp nhập vào tỉnh Liêu Ninh, song sau đó đã phục hồi lại như cũ. Năm 1981, thành phố Lữ Đại được đổi tên thành Đại Liên, Lữ Thuận trở thành khu Lữ Thuận của thành phố Đại Liên.
Vùng Đông Bắc Trung Quốc trong đó có tỉnh Liêu Ninh từng là trái tim công nghiệp nặng của Trung Quốc, tuy nhiên, sau cải cách mở cửa, nền công nghiệp của vùng đã tụt hậu so với vùng ven biển phía đông Trung Quốc, vì thế chính quyền Trung Quốc đã phải đề ra kế hoạch Chấn hưng vùng công nghiệp cũ Đông Bắc (振兴东北老工业基地). Ngoài ra,tỉnh lỵ Liêu Ninh cũng nằm trong vành đai kinh tế Bột Hải, một trong ba vành đai kinh tế chủ yếu của bên Trung Quốc.

## Địa lý

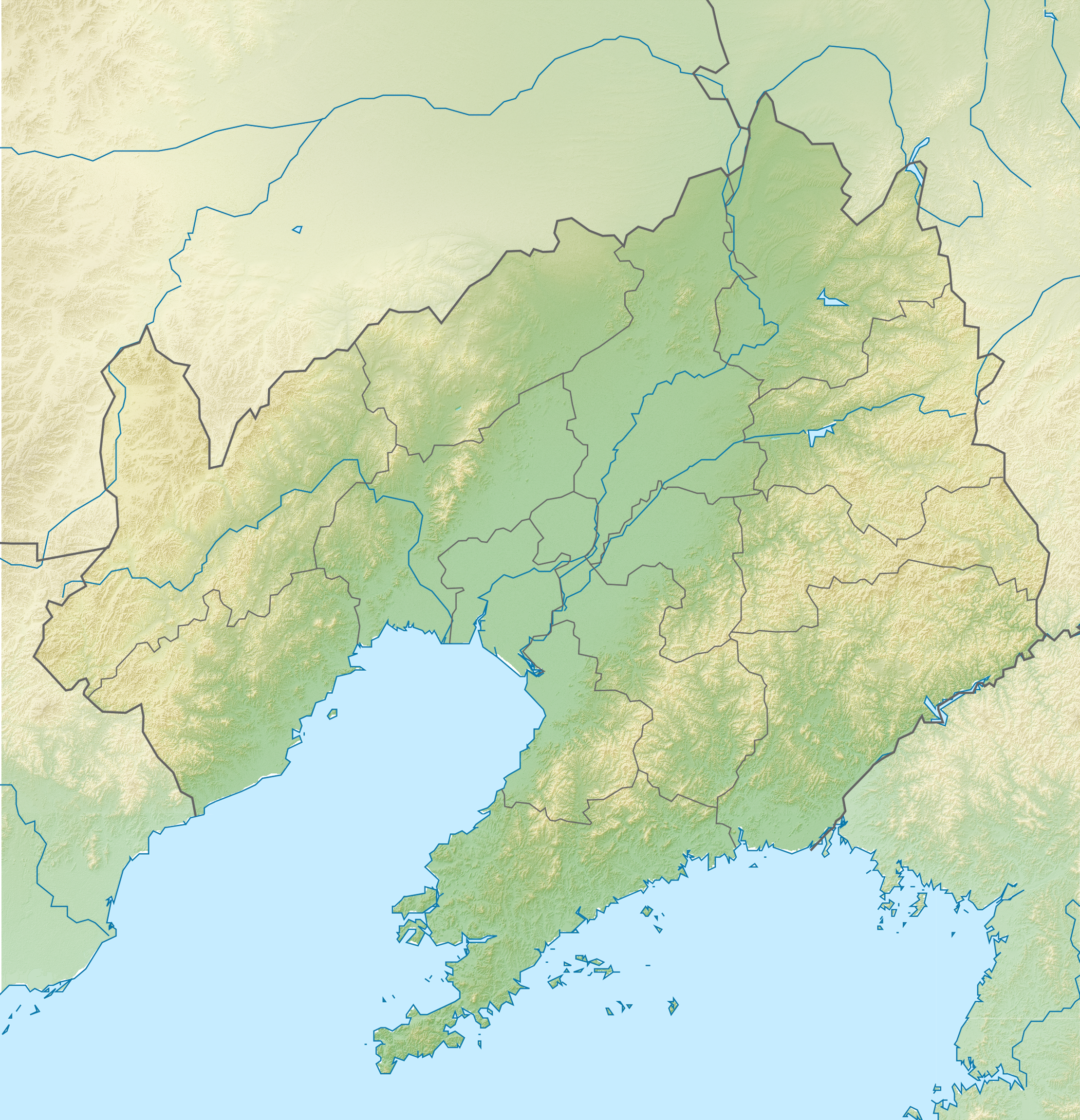
Bản đồ địa hình tỉnh Liêu Ninh

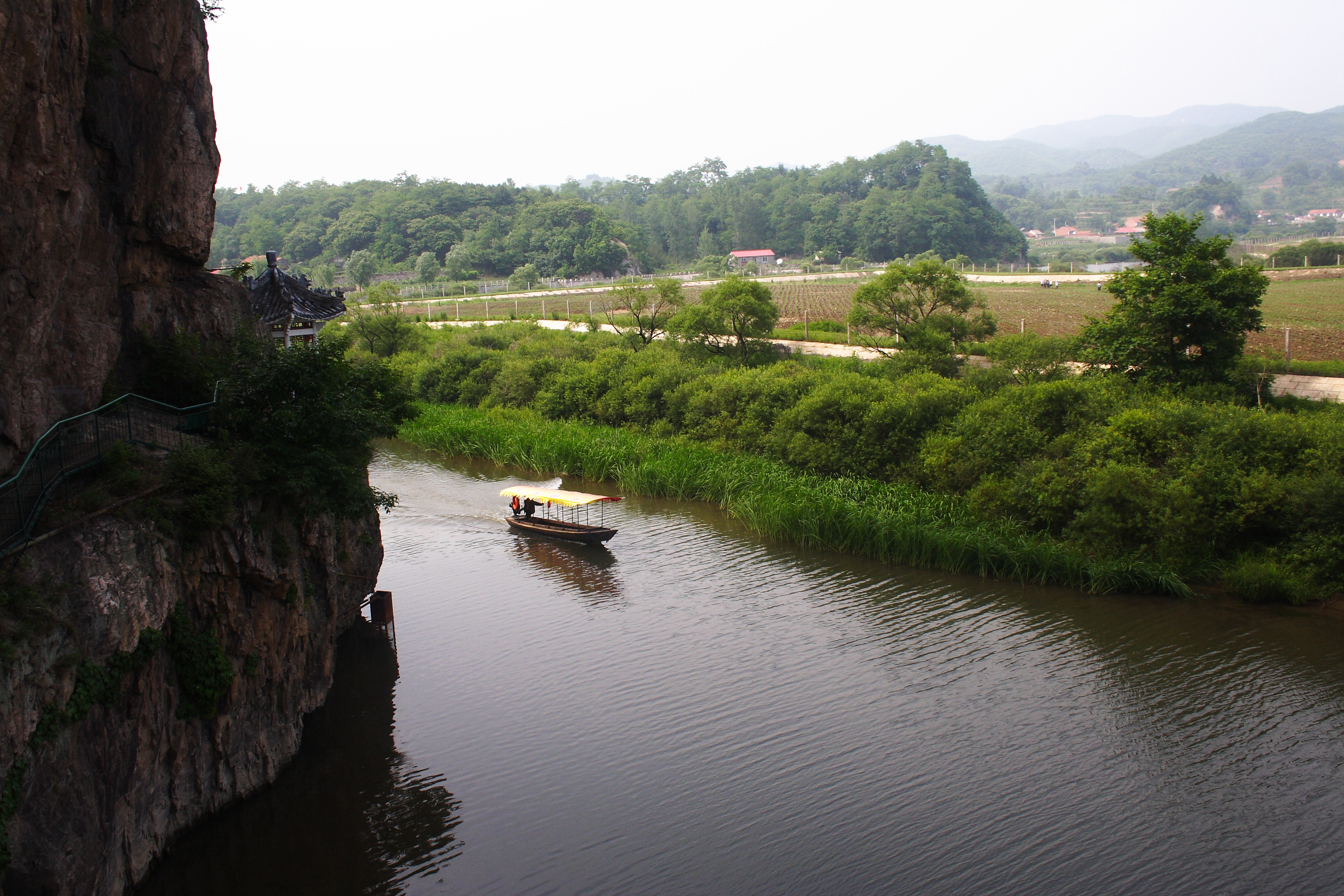
Áp Lục Giang tại Đan Đông, Liêu Ninh (trái) và Pyongan Bắc, Triều Tiên (phải)

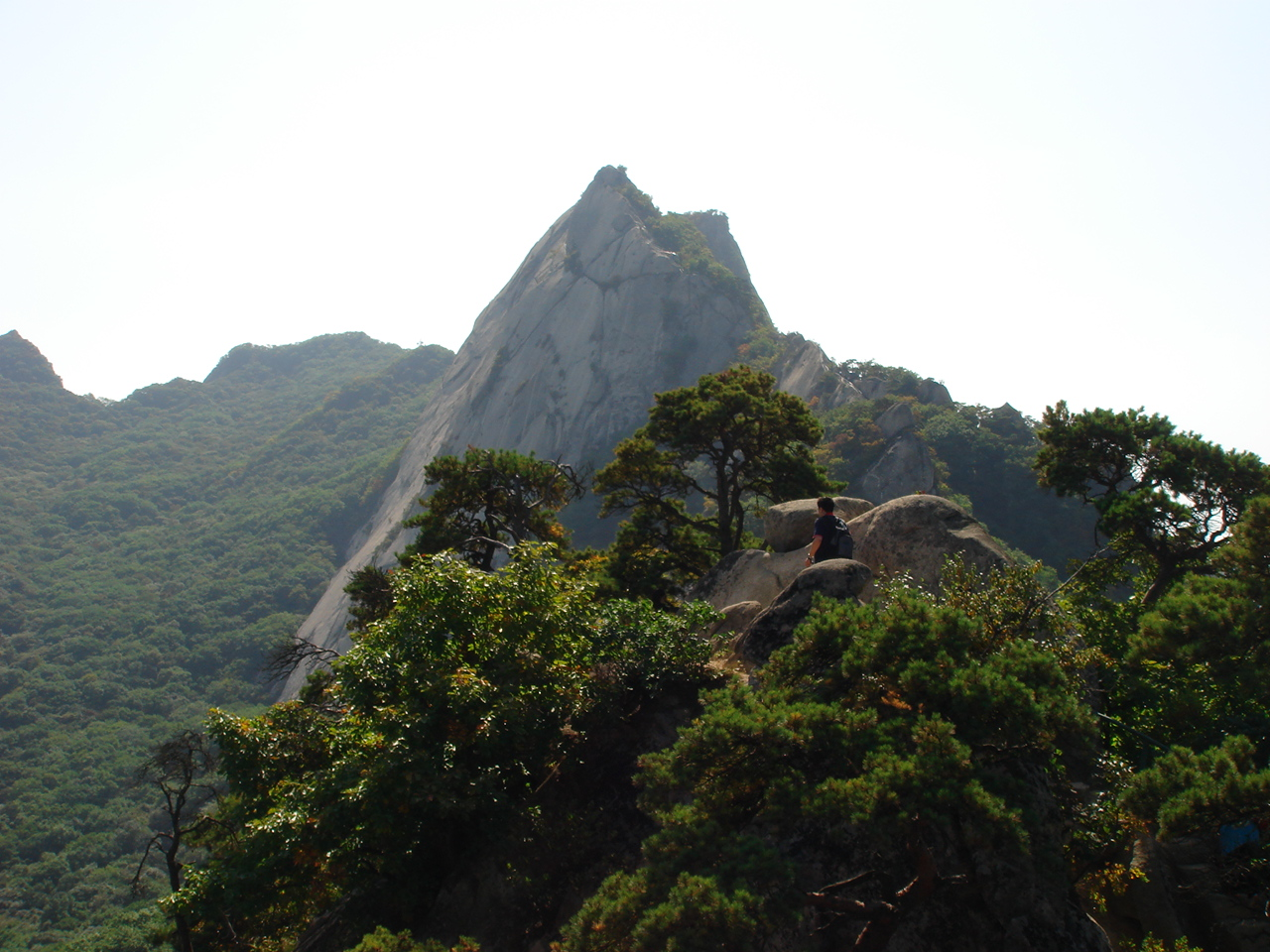
Phượng Hoàng Sơn (凤凰山) ở Đan Đông

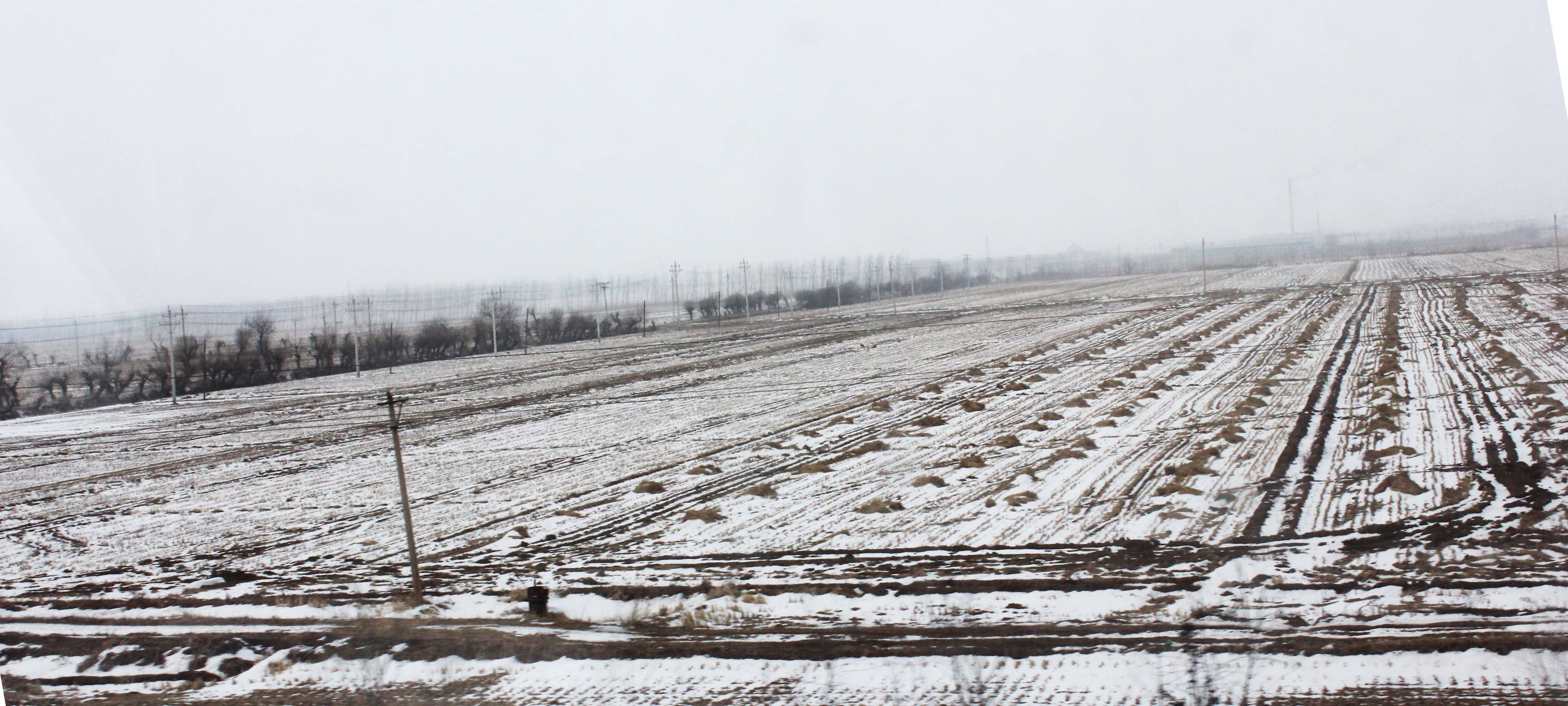
Đồng bằng Liêu Hà

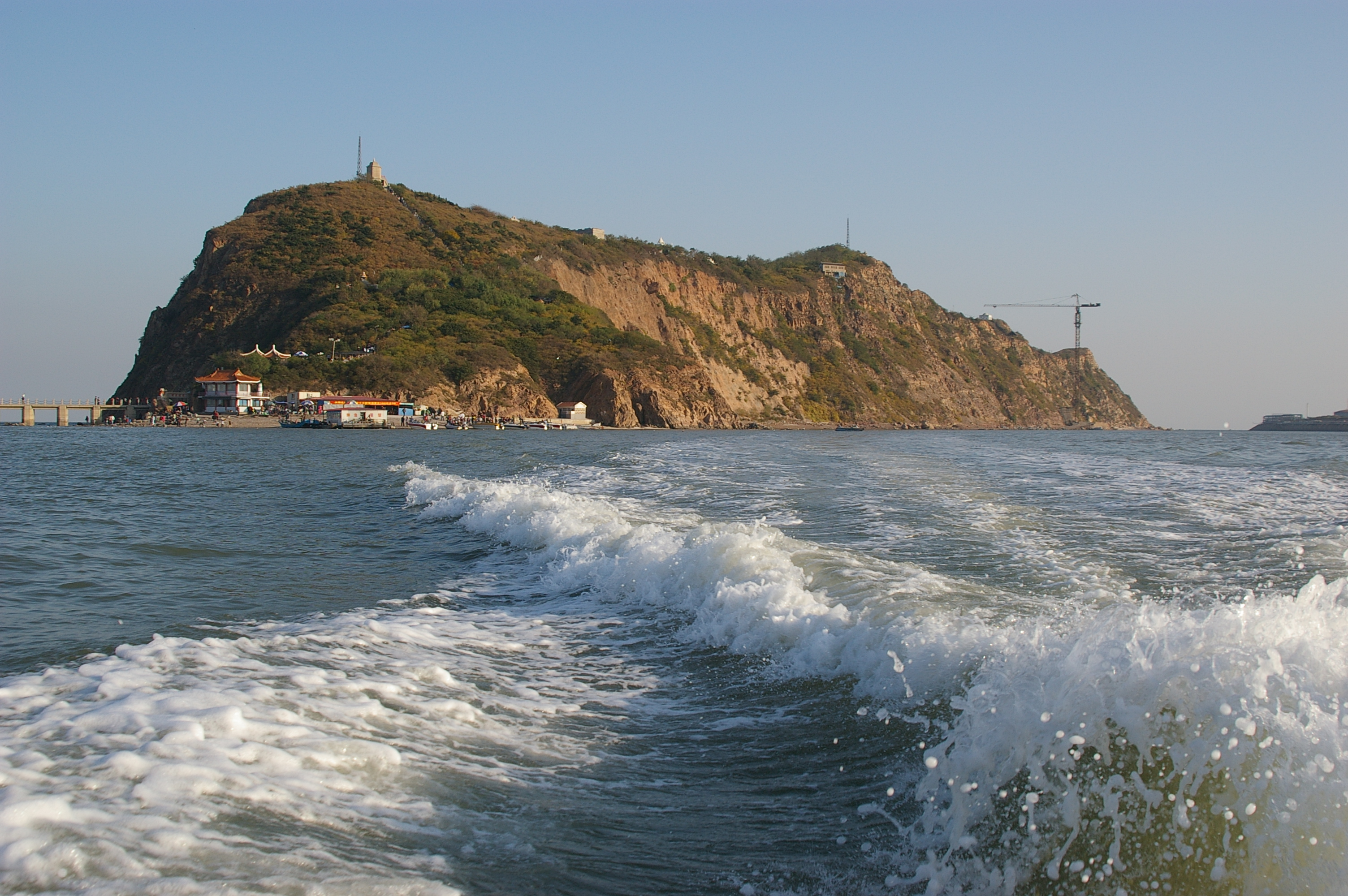
Bút Giá Sơn (笔架山), một hòn đảo tại Cẩm Châu, sẽ liền với lục địa khi thủy triều xuống

Tỉnh Liêu Ninh nằm ở phía nam của khu vực Đông Bắc Trung Quốc, có tọa độ giới hạn từ 118°53' đến 125°46' kinh Đông và từ 38°43' đến 43°26' vĩ Bắc. Liêu Ninh giáp với Hoàng Hải và Bột Hải ở phía nam, bán đảo Liêu Đông nằm giữa hai biển này. Vịnh Liêu Đông của Bột Hải nằm ở phía tây bán đảo Liêu Đông, còn ở phía đông bán đảo này là vịnh Triều Tiên của Hoàng Hải. Hoàng Hải và Bột Hải thông nhau qua eo biển Bột Hải, bên kia eo biển là bán đảo Sơn Đông. Liêu Ninh giáp với tỉnh Hà Bắc ở phía tây nam, giáp với khu tự trị Nội Mông Cổ ở phía tây bắc, giáp với tỉnh Cát Lâm ở phía đông bắc, giáp với Triều Tiên (tỉnh Pyongan Bắc và một phần tỉnh Chagang) ở phía đông nam qua Áp Lục Giang.
Tỉnh Liêu Ninh có tổng diện tích 148.000 km², chiếm khoảng 1,5% diện tích Trung Quốc. Trong đó, các vùng sơn địa rộng 88.000 km², tức 59,5% diện tích của tỉnh; các vùng bình địa rộng 48.000 km², tức chiếm 32,4% diện tích của tỉnh; vùng mặt nước và các khu vực khác rộng 12.000 km², chiếm 8,1% diện tích của tỉnh. Địa hình tỉnh Liêu Ninh nói chung thấp dần từ bốn phía về vùng trung tâm, hình thành một hình móng ngựa nghiêng về phía Bột Hải. Hai bên Liêu Đông và Liêu Tây có các đồi núi cao tương ứng 800 mét và 500 mét so với mực nước biển; vùng trung bộ là đồng bằng Liêu Hà có độ cao bình quân 200 mét so với mực nước biển. Khu vực Liêu Tây nằm ven Bột Hải là vùng đồng bằng ven biển, còn được gọi là hành lang Liêu Tây (辽西走廊).

### Sông
Trên địa bàn tỉnh Liêu Ninh có 441 con sông lớn và nhỏ, với tổng chiều dài 20.140 km. Trong đó, có 17 sông có diện tích lưu vực trên 5000 km² và 31 sông có diện tích lưu vực từ 1000–5000 km². Liêu Hà là sông lớn nhất tỉnh Liêu Ninh và cũng là một trong các sông quan trọng nhất tại Trung Quốc. Một số chi lưu của Lưu Hà trên địa bàn Liêu Ninh có Đông Liêu Hà, Tây Liêu Hà (gồm Lão Cáp Hà (老哈河) chảy từ Liêu Ninh sang Nội Mông), Hồn Hà, Thái Tử Hà, Nhiễu Dương Hà (绕阳河), Dưỡng Tức Mục Hà (养息牧河), Liễu Hà (柳河), Tú Thủy Hà (秀水河). Tuy nhiên, từ năm 1958, do sự can thiệp của con người, Liêu Hà đã đổi dòng, đổ ra biển theo dòng chảy của Song Đài Tử Hà ở Bàn Cẩm; Thái Tử Hà và Hồn Hà đã trở thành một hệ thống sông độc lập, vẫn chảy ra biển theo dòng chảy cũ của Liêu Hà ở Dinh Khẩu, gọi là Đại Liêu Hà. Áp Lục Giang ở biên giới với Triều Tiên là sông lớn thứ hai của Liêu Ninh, tuy nhiên, các cù lao ở cửa sông mặc dù nằm gần bờ Liêu Ninh hơn song lại tạo thành huyện Sindo của Triều Tiên. Áp Lục Giang chảy 200 km trên địa phận Liêu Ninh, 16.600 km² lưu vực của Áp Lục Giang nằm trên địa phận Liêu Ninh. Đoạn Liêu Hà chảy trên địa phận Liêu Ninh dài khoảng 480 km với diện tích lưu vực khoảng 69.200 km² (46,76% diện tích toàn tỉnh). Các sông của Liêu Ninh có đặc điểm là chảy từ ba hướng đông, tây và bắc hướng đến trung nam bộ rồi đổ vào biển. Đặc điểm thủy văn của các sông trong tỉnh là: dòng chảy êm đềm, hàm lượng phù sa cao, lưu lượng phân bố không đồng đều trong năm, có thể xảy ra lũ lụt. Các sông ở đông bộ Liêu Ninh có nước chảy nhanh, lòng sông hẹp, thích hợp phát triển thủy điện vừa và nhỏ. Đại Lăng Hà (大凌河) và Tiểu Lăng Hà (小凌河) là hai sông chính ở Liêu Tây và đều đổ ra vịnh Liêu Đông tại địa phận Cẩm Châu. Đại Lăng Hà có tổng chiều dài 397 km với diện tích lưu vực 23.500 km² (85% lưu vực thuộc tỉnh Liêu Ninh). Tiểu Lăng Hà có tổng chiều dài 206 km, diện tích lưu vực 5.475 km². Sông lớn thứ ba ở Liêu Tây là Lục Cổ Hà (六股河) tại Hồ Lô Đảo với tổng chiều dài 148,8 km.

### Núi
Các dãy núi trên địa bàn tỉnh Liêu Ninh nằm ở hai phía đông và tây. Ở đông bộ tỉnh Liêu Ninh là hai nhánh liên tục của dãy núi Trường Bạch là Cáp Đạt Lĩnh (哈达岭) và Long Cương Sơn (龙岗山), chạy theo chiều bắc-nam với độ cao trong khoảng từ 500-800 mét so với mực nước biển. Đỉnh núi cao nhất của tỉnh Liêu Ninh là Hoa Bột Tử Sơn (花脖子山) ở đông bộ với cao độ tối đa là 1.336 mét.
Các dãy núi ở tây bộ Liêu Ninh được cấu thành khi vùng cao nguyên Mông Cổ chuyển tiếp xuống đồng bằng Liêu Hà, độ cao trong khoảng 300-1000 mét trên mực nước biển, các dãy núi chú yếu bao gồm Nỗ Lỗ Nhi Hổ Sơn (努鲁儿虎山), Tùng Lĩnh (松岭), Hắc Sơn (黑山) và Y Vu Lư Sơn (医巫闾山).

### Biển
Thềm lục địa của tỉnh Liêu Ninh có diện tích khoảng 150.000 km², trong đó vùng biển gần bờ có diện tích 64.000 km². Diện tích vùng bãi cạn ven biển là 2.070 km². Đường bờ biển của tỉnh Liêu Ninh kéo dài từ cửa sông Áp Lục đến Lão Long Đầu (老龙头), tức điểm được xem là bắt đầu của Vạn Lý Trường Thành thuộc huyện Tuy Trung có tổng chiều dài 2.292,4 km, chiếm 12% tổng chiều dài đường bờ biển của Trung Quốc. Vùng Bột Hải thuộc tỉnh Liêu Ninh có độ sâu tối đa là 32 mét, nhiệt độ nước biển có thể xuống dưới -1 °C vào mùa đông, độ mặn là 30‰. Vùng Hoàng Hải thuộc tỉnh Liêu Ninh có độ sâu bình quân là 38 mét, nhiệt độ nước biển trên 0 °C vào mùa đông, độ mặn là 32‰.

### Đảo
Toàn tỉnh Liêu Ninh có 266 hải đảo với tổng diện tích là 191,5 km², chiều dài đường bờ biển của các hải đảo này là 627,6 km. Các hải đảo chủ yếu của tỉnh Liêu Ninh gồm quần đảo Ngoại Trường Sơn (外长山列岛), quần đảo Lý Trường Sơn (里长山列岛), quần đảo Thạch Thành (石城列岛) đều ở phía đông của bán đảo Liêu Đông và hình thành huyện Trường Hải của Đại Liên, đảo Đại Lộc (大鹿岛) thuộc Đan Đông, đảo Cúc Hoa (菊花岛) trên vịnh Liêu Đông thuộc Hưng Thành, đảo Trường Hưng (长兴岛) ở tây nam bán đảo Liêu Đông là đảo lớn nhất nằm ở phía bắc lưu vực Trường Giang của Trung Quốc và cũng là một trong các đảo lớn nhất của Trung Quốc.

### Khí hậu
Tỉnh Liêu Ninh có khí hậu ôn đới lục địa gió mùa, bốn mùa rõ rệt. Vào mùa đông, chủ yếu là gió tây bắc với nhiệt độ lạnh giá kéo dài. Mùa hè có gió đông nam, nhiệt độ nóng và có nhiều mưa. Mùa xuân ít mưa và có nhiều gió. Mùa thu có nhiều nắng và chỉ kéo dài trong khoảng thời gian ngắn. Lượng bức xạ Mặt Trời hàng năm trên địa bàn tỉnh Liêu Ninh là từ 100-200 Ca-lo/cm², số giờ nắng trong năm dao động từ 2.100-2.900 giờ. Tính trung bình trong 30 năm từ 1971-2000, lượng giáng thủy hàng năm của Liêu Ninh là từ 439–1051 mm và mỗi năm có từ 131-223 ngày không có sương giá. Liêu Ninh cũng phải hứng chịu thiên tai bão cát.

### Sinh vật
Tỉnh Liêu Ninh có 827 loài động vật thuộc 492 chi, 210 họ, 62 bộ và 7 lớp. Trong đó có 6 loài được bảo hộ cấp một quốc gia, 68 loài được bảo hộ cấp hai quốc gia và 107 loài được bảo hộ cấp ba quốc gia. Các loài động vật có giá trị lớn về mặt khoa học và kinh tế trên địa bàn tỉnh Liêu Ninh có hạc trắng, sếu Nhật Bản, Agkistrodon halys (một loài rắn độc), Onychodactylus fischeri (một loài kỳ giông), hải cẩu, cá heo.. Tỉnh Liêu Ninh có hơn 400 loài chim, chiếm 31% số loài chim tại Trung Quốc. Người ta cũng đã phát hiện được hóa thạch của các loài sinh vật từ thời tiền sử như Sinosauropteryx, Repenomamus hay Sinornithosaurus trên địa bàn Liêu Ninh.
Vùng nước ven biển của tỉnh Liêu Ninh có tài nguyên sinh vật phong phú với hơn 520 loài. Trong đó có 107 loài sinh vật phù du; 208 loài sinh vật đáy (benthos), chủ yếu là nghêu, sò, bào ngư, cầu gai, hàu, hải sâm, điệp; 137 loài sinh vật trôi (Nekton), bao gồm động vật chân đầu và động vật có vú, trong đó có hơn 70 loài có giá trị kinh tế như Larimichthys polyactis (tiểu hoàng ngư), Larimichthys crocea (đại hoàng ngư), cá bố, cá thu, cá tuyết, cá chim trắng. Vùng thủy vực nội lục của tỉnh Liêu Ninh có 119 loài thủy sản, trong đó có 97 loài cá nước ngọt. Các loài thủy sản nước ngọt có giá trị kinh tế cao phải kể đến như cá chép, cá vàng (Carassius auratus auratus), Oreochromis mossambicus (một loại cá trê), cá mè trắng, cá mè hoa, cá trắm đen, cá hồi vân, cá chạch (Misgurnus anguillicaudatus) và cá học (Hypomesus olidus).
Về thực vật, tỉnh Liêu Ninh có trên 2.200 loài thuộc 161 chi, trong đó có trên 1.300 loài có giá trị về mặt kinh tế. Liêu Ninh có trên 830 loài có thể sử dụng để sản xuất dược phẩm như nhân sâm (Panax ginseng), tế tân (Asarum sieboldii), ngũ vị tử (Fructus Schisandrae Chinensis), đảng sâm (Codonopsis pilosula), thiên ma (Gastrodia elata), long đảm (Gentiana scabra). Có hơn 70 loài có quả dại hay có chứa tinh bột như sơn bồ đảo (Vitis amurensis), mi hầu đào (Actinidia deliciosa), sơn tra, sơn lê (Pyrus ussuriensis Maxim). Có 89 loài cây lấy tinh dầu thơm, như nguyệt kiến thảo (Oenothera erythrosepala Borb), bạc hà, tường vi (Rosa multiflora). Có 149 loại cây lấy dầu như thông (lấy từ hạt thông), ké đầu ngựa.

## Dân cư
Tôn giáo tại Liên Ninh (2012)
Tính đến cuối 2007, tổng nhân khẩu của tỉnh Liêu Ninh là 42.317.000 người, trong năm, số người được sinh ra là 348.000 người, tỷ suất sinh đạt 8,2‰, số người tử vong là 245.000 người, tỷ suất tử vong đạt 5,8‰. Tính đến cuối năm 2009, số người trên 60 tuổi của tỉnh Liêu Ninh chiếm 14,93% tổng nhân khẩu. Năm 2009, tuổi thọ cư dân đô thị của tỉnh Liêu Ninh là 76,69 tuổi, tuổi thọ của cư dân nông thôn trong tỉnh là 73,96 tuổi, tuổi thọ bình quân chung là 75,35 tuổi. Năm 2008, chỉ số phát triển con người (HDI) của tỉnh Liêu Ninh là 0,835.
Liêu Ninh là một trong các tỉnh có số nhân khẩu dân tộc thiểu số lớn tại Trung Quốc. Bên cạnh người Hán chiếm đa số, tỉnh Liêu Ninh còn có người Mãn, người Mông Cổ, người Hồi, người Triều Tiên và người Tích Bá cùng 51 dân tộc khác sinh sống. Theo số liệu năm 2007, tỉnh Liêu Ninh có khoảng 6,7 triệu người dân tộc thiểu số, đứng thứ 5 tại Trung Quốc và chiếm 16,02% tổng dân số toàn tỉnh. Toàn tỉnh Liêu Ninh có 8 huyện tự trị dân tộc, trong đó có 6 huyện tự trị dân tộc Mãn là Tân Tân, Tụ Nham, Thanh Nguyên, Bản Khê, Hoàn Nhân, Khoan Điện, 2 huyện tự trị dân tộc Mông Cổ là Khách Lạt Thấm Tả Dực và Phụ Tân. Ngoài ra, tỉnh Liêu Ninh còn có hai huyện được hưởng chính sách đãi ngộ cho huyện tự trị dân tộc là Phượng Thành và Bắc Trấn. 8 huyện tự trị dân tộc có tổng diện tích là 34.300 km², chiếm 23,3% diện tích của tỉnh Liêu Ninh. Các dân tộc thiểu số chiếm 54,3% tổng dân số của 8 huyện tự trị của tỉnh Liêu Ninh. Tỉnh Liêu Ninh còn có 77 hương dân tộc.
Khu vực Đại Liên và Đan Đông của tỉnh Liêu Ninh nói Quan thoại Giao-Liêu giống như ở khu vực bán đảo Sơn Đông tại tỉnh Sơn Đông. Khu vực còn lại của tỉnh Liêu Ninh nói Quan thoại Đông Bắc.

## Phân chia các đơn vị hành chính
Liêu Ninh được chia ra làm 14 địa cấp thị:
| Bản đồ                     | #           | Tên           | Thủ phủ              | Chữ Hán Bính âm | Dân số (2010) | Diện tích (km²) |
| -------------------------- | ----------- | ------------- | -------------------- | --------------- | ------------- | --------------- |
|                            |             |               |                      |                 |               |                 |
| — Thành phố cấp phó tỉnh — |             |               |                      |                 |               |                 |
| 1                          | Thẩm Dương  | Thẩm Hà       | 沈阳市 Shěnyáng Shì  | 8.106.171       | 12.980        |                 |
| 2                          | Đại Liên    | Tây Cương     | 大连市 Dàlián Shì    | 6.690.432       | 13.237        |                 |
| — Thành phố cấp địa khu —  |             |               |                      |                 |               |                 |
| 3                          | An Sơn      | Thiết Đông    | 鞍山市 Ānshān Shì    | 3.645.884       | 9.252         |                 |
| 4                          | Bản Khê     | Bình Sơn      | 本溪市 Běnxī Shì     | 1.709.538       | 8.411         |                 |
| 5                          | Triều Dương | Song Tháp     | 朝阳市 Cháoyáng Shì  | 3.044.641       | 19.698        |                 |
| 6                          | Đan Đông    | Chấn Hưng     | 丹东市 Dāndōng Shì   | 2.444.697       | 15.217        |                 |
| 7                          | Phủ Thuận   | Thuận Thành   | 抚顺市 Fǔshùn Shì    | 2.138.090       | 11.271        |                 |
| 8                          | Phụ Tân     | Hải Châu      | 阜新市 Fùxīn Shì     | 1.819.339       | 10.445        |                 |
| 9                          | Hồ Lô Đảo   | Long Cảng     | 葫芦岛市 Húludǎo Shì | 2.623.541       | 10.415        |                 |
| 10                         | Cẩm Châu    | Thái Hòa      | 锦州市 Jǐnzhōu Shì   | 3.126.463       | 10.111        |                 |
| 11                         | Liêu Dương  | Bạch Tháp     | 辽阳市 Liáoyáng Shì  | 1.858.768       | 4.743         |                 |
| 12                         | Bàn Cẩm     | Hưng Long Đài | 盘锦市 Pánjǐn Shì    | 1.392.493       | 4.084         |                 |
| 13                         | Thiết Lĩnh  | Ngân Châu     | 铁岭市 Tiělǐng Shì   | 2.717.732       | 12.966        |                 |
| 14                         | Dinh Khẩu   | Trạm Tiền     | 营口市 Yíngkǒu shì   | 2.428.534       | 5.380         |                 |

Các địa cấp thị này lại được chia thành 100 đơn vị cấp huyện (17 thành phố cấp huyện), 19 huyện, 8 huyện tự trị và 56 quận và được chia thành 1511 cấp hương (613 trấn), 310 hương, 77 bản và 520 nhai biện xứ.

## Kinh tế
Liêu Ninh là nền kinh tế lớn nhất Đông Bắc Trung Quốc. Năm 2011, tổng GDP của tỉnh Liêu Ninh là 2.202,59 tỉ NDT, theo giá cả so sánh thì đạt mức tăng trưởng 12,1% so với năm trước, GDP bình quân đầu người đạt 50.299 NDT. Trong đó, khu vực một đạt giá trị 191,56 tỉ NDT, khu vực hai đạt giá trị 1.215,07 tỉ NDT và khu vực ba đạt giá trị 795,96 tỉ NDT. Tỷ lệ giữa ba khu vực của nền kinh tế là 8,7:55,2:36,1.

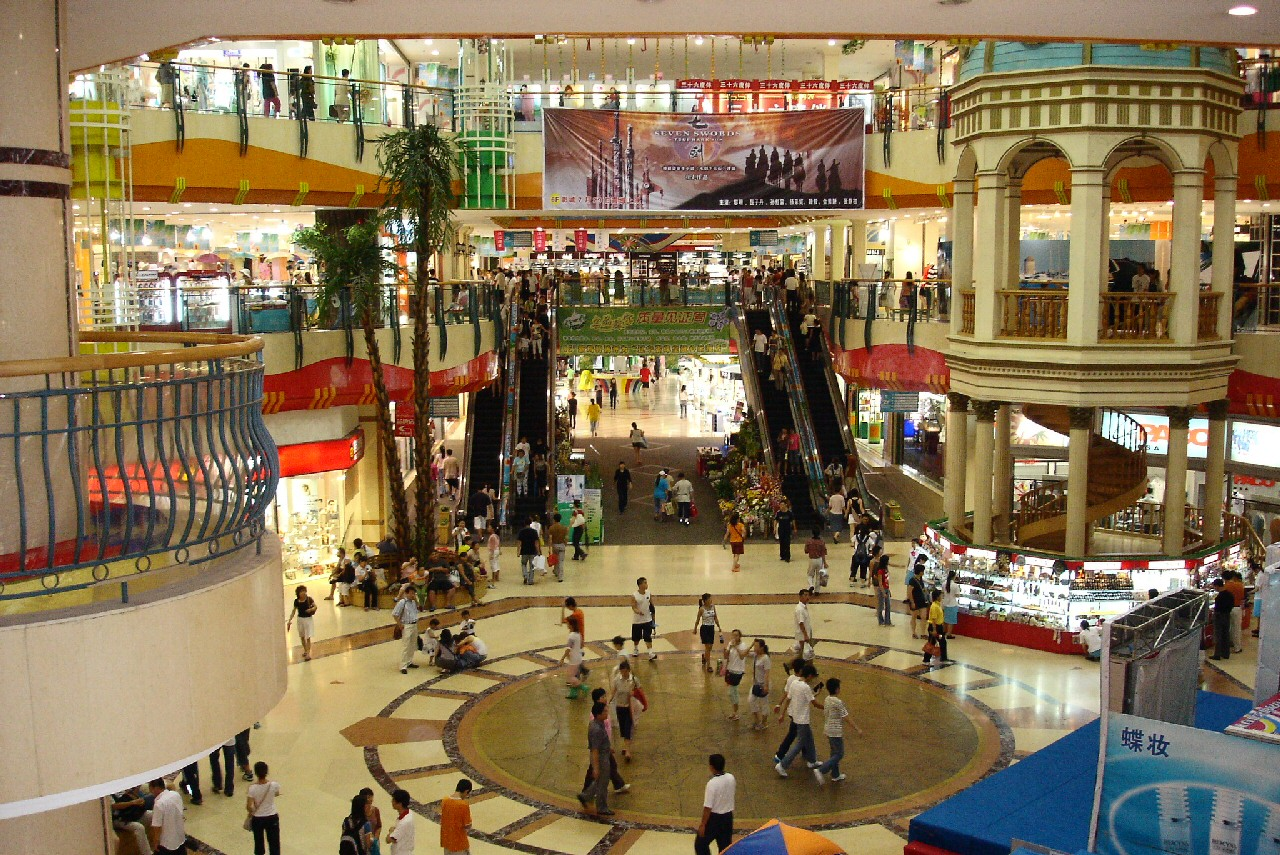
Một trung tâm mua sắm tại Đại Liên

Tổng giá trị các ngành nông-lâm-mục-ngư nghiệp của tỉnh Cát Lâm vào năm 2011 là 191,56 tỉ NDT. Trong đó, ngành trồng trọt đạt giá trị 78,97 tỉ NDT, ngành lâm nghiệp đạt giá trị 6,27 tỉ NDT, ngành chăn nuôi đạt giá trị 61,45 tỉ NDT và ngành ngư nghiệp đạt giá trị 36,53 tỉ NDT. Năm 2011, tổng sản lượng lương thực của tỉnh Liêu Ninh là 20.355.000 tấn, tổng sản lượng rau xanh và quả của tỉnh trong năm này lần lượt là 28.325.000 tấn và 8.112.000 tấn. Diện tích đất canh tác của tỉnh Liêu Ninh là 4.092.900 ha, chiếm 27,65% diện tích toàn tỉnh, trong đó có khoảng trên dưới 80% phân bố tại khu vực đồng bằng trung bộ Liêu Ninh và vùng đồi cùng thung lũng phía bắc Liêu Tây. Theo số liệu năm 2000, toàn tỉnh Liêu Ninh có 6.344.000 đất sử dụng cho mục đích lâm nghiệp, chủ yếu phân bố ở đông bộ tỉnh, trong đó có 4.641.000 ha đất rừng (gồm 1.514.000 ha rừng kinh tế). Tỉnh Liêu Ninh có 350.100 ha diện tích đồng cỏ, chủ yếu phân bố tại tây bắc bộ, tạo điều kiện để phát triển ngành chăn nuôi gia súc. Năm 2011, sản lượng thịt lợn, bò, cừu và gia cầm của tỉnh Liêu Ninh là 4.010.000 tấn; sản lượng trứng gia cầm đạt 2.774.000 tấn, và sản lượng sữa bò đạt 1.245.000 tấn. Tỉnh Liêu Ninh có tiềm năng về thủy hải sản, sản lượng thủy hải sản cấp hai vùng biển ven bờ đạt 3,2 triệu tấn, sản lượng thủy hải sản tiềm năng tại vùng ven biển là 1,5 triệu tấn, sản lượng thủy hải sản tiềm năng ở vùng biển sâi là 700 nghìn tấn. Năm 2011, sản lượng thủy sản (không bao gồm sản lượng viễn dương) của tỉnh Liêu Ninh là 4.354.000 tấn, trong đó sản lượng thủy sản nước ngọt là 857.000 tấn, sản lượng đánh bắt thủy sản tại hải dương là 1.062.000 tấn, sản lượng nuôi trồng thủy sản tại hải dương là 2.435.000 tấn.
Liêu Ninh là một khu vực công nghiệp quan trọng của Trung Quốc. Bốn ngành công nghiệp trụ cột của tỉnh Liêu Ninh là hóa dầu, luyện kim, thông tin điện tử và máy móc. Năm 2011, giá trị ngành công nghiệp và xây dựng của tỉnh Liêu Ninh đạt 1,07 nghìn tỉ NDT, theo giá cả so sánh thì đạt mức tăng trưởng 14,3% so với năm trước. Trong đó ngành công nghiệp chế tạo chiếm tỷ trọng 31,8% trong tổng giá trị công nghiệp của tỉnh Liêu Ninh, các sản phẩm chủ yếu của ngành công nghiệp chế tạo của tỉnh Liêu Ninh là thiết bị thông dụng, thiết bị chuyên dụng, thiết bị giao thông vận tải, máy điện, thiết bị thông tin, máy tính, và các thiết bị điện tử khác, chế phẩm kim loại, dụng cụ. Trong lĩnh vực chế biến nông sản, bên cạnh lĩnh vực chế biến thực phẩm còn có sản xuất thuốc lá, sản xuất đồ uống.
Tính đến năm 2007, người ta đã phát hiện được 110 loại khoáng sản trên địa phàn tỉnh Liêu Ninh, trong đó đã xác định được trữ lượng của 79 loại. Liêu Ninh đứng số một tại Trung Quốc về trữ lượng quặng sắt, quặng Bo, quặng Magnesite; đứng thứ hai về trữ lượng kim cương, tan, ngọc thạch. Năm 2007, trữ lượng dầu và khí thiên nhiên của mỏ Liêu Hà chiếm 6,4% và 0,7% trữ lượng của toàn Trung Quốc.
Năm 2018, Liêu Ninh là tỉnh đông thứ mười bốn về số dân, đứng thứ mười bốn về kinh tế Trung Quốc với 43,7 triệu dân, tương đương với Algérie và GDP đạt 2.532 tỉ NDT (382,6 tỉ USD) tương ứng với Cộng hòa Nam Phi. Năm 2015, GDP Liêu Ninh đạt 2.867 tỉ NDT (460,3 tỉ USD), GDP đạt 466 tỷ USD năm 2014, hai năm Lý Hi là Tỉnh trưởng Chính phủ Nhân dân tỉnh Liêu Ninh. Tỉnh Liêu Ninh, khu Đông Bắc Trung Quốc từng là trái tim công nghiệp của Trung Quốc, từng đạt mức kinh tế cao nhưng trong những năm gần đây có sự chững lại, giảm sút về kinh tế hạng 7/31 đơn vị hành chính Trung Quốc (đại lục) năm 2010. Tỉnh Liêu Ninh rất giàu tài nguyên khoáng sản. Hầu hết các quặng sắt của Liêu Ninh tập trung ở một khu vực hình tam giác ở phía nam Thẩm Dương. Những quặng này thường dễ khai thác nhưng chất lượng tương đối kém, các quặng chất lượng cao nằm ở phía đông bắc của tỉnh. Các loại tài nguyên được khai thác dưới thời Nhật Bản đóng chiếm và được chú trọng mở rộng từ khi Trung Hoa ra đời. Ngoài việc sử dụng làm nhiên liệu, nấu chảy, than đá được sử dụng ở Liêu Ninh để sản xuất dầu mỏ tổng hợp. Nhờ vào lực khoáng sản lớn cũng như chú trọng vào công nghiệp khai thác, từ lâu Liêu Ninh đạt tốc độ cao về công nghiệp. Tuy nhiên bởi những năm khó khăn ở thập niên 2010 – 2020, Liêu Ninh gặp vấn đề và Trung ương điều chỉnh phương hướng và phương án cho cả ba tỉnh Đông Bắc, tập trung vào lĩnh vực kinh tế công nghệ cao toàn khu vực, hướng nhanh vào cấp độ thế giới.

## Văn hóa

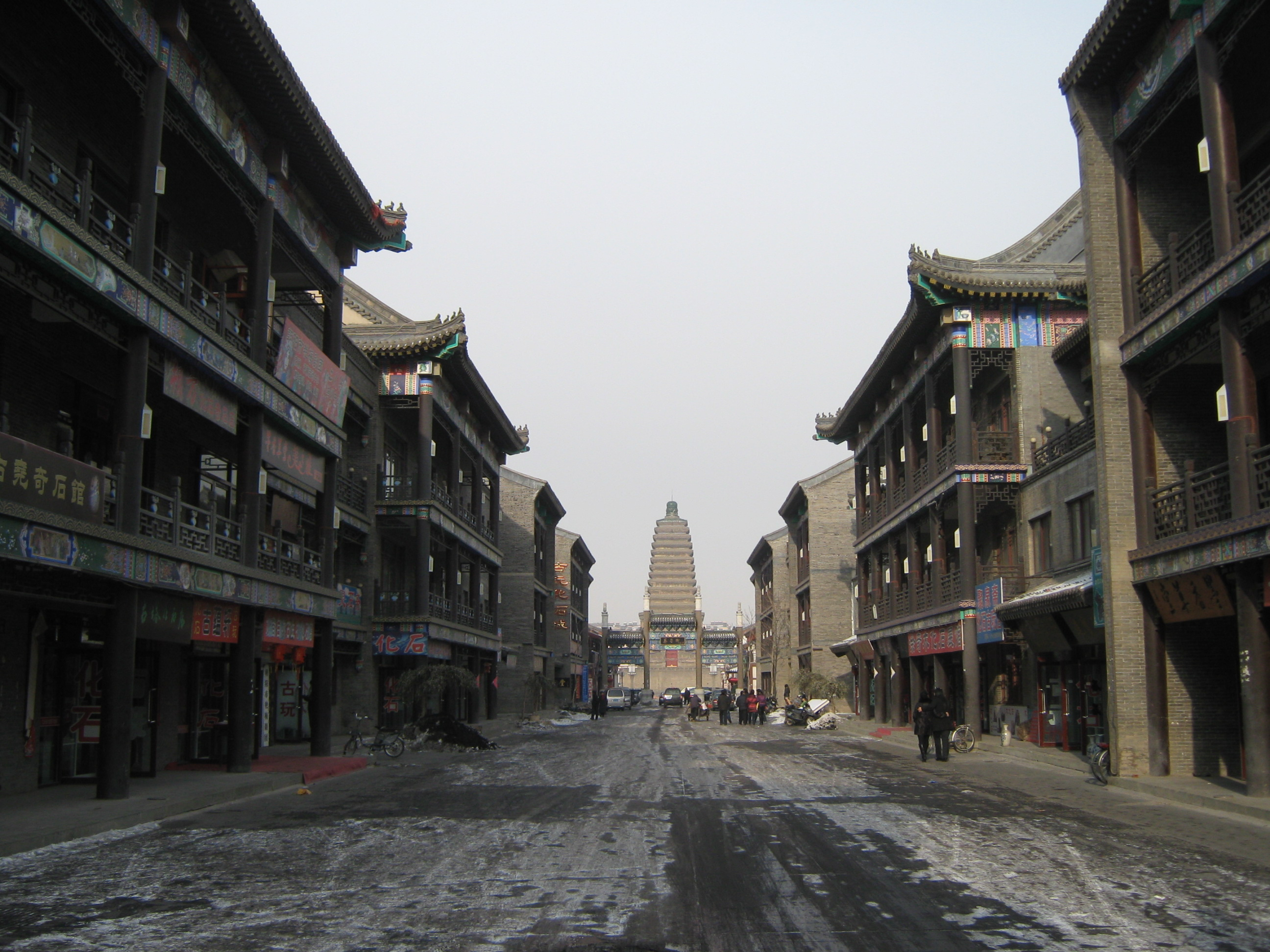
Phố cổ Triều Dương

Viện Kinh kịch Thẩm Dương và viện Kinh kịch Đại Liên nằm trong số các viện và đoàn Kinh kịch trọng điểm tại Trung Quốc. "Nam Kỳ bắc Mã quan ngoại đường", "Thẩm Dương đường" là những trường phái Kinh kịch trọng yếu. Bình kịch (评剧) bắt nguồn từ Đường Sơn thuộc tỉnh Hà Bắc cũng là một loại hình hí kịch phổ biến tại Liêu Ninh, trong đó có ba trường phái lớn bắt nguồn từ Thẩm Dương: Hàn Thiểu Vân (韩少云) sáng lập ra Liễu Hàn phái, Hoa Thục Lan (花淑兰) sáng lập ra Liễu Hoa phái, Tiểu Tuấn Đình (筱俊亭) sáng lập ra Liễu Tiểu phái. Nhị nhân chuyển (二人转) là một loại hình nghệ thuật dựa trên các điệu ca dân gian ở vùng Đông Bắc Trung Quốc, hấp thụ nghệ thuật Liên hoa lạc (莲花落) của Hà Bắc, thêm vào vũ đạo, dáng bộ. Tại Liêu Ninh, các đoàn biểu diễn Nhị nhân chuyển nổi tiếng có đoàn Nghệ thuật Dân gian Thiết Lĩnh, tại Thẩm Dương có đại lão đài Lưu Lão Căn. Liêu Nam hí (辽南戏) là một thể loại tuồng địa phương tại tỉnh Liêu Ninh, hình thành từ huyện Cái. Sau năm 1949, loại hình này phát triển thành một thể loại kịch tuồng mới, đến năm 1961 thì được định danh là Liêu Nam hí. Tại Liêu Ninh cũng tồn tại loại kịch Tương thanh (相声). Trên bản đồ của nghệ thuật Tương thanh Trung Quốc, Thẩm Dương chỉ đứng sau Bắc Kinh và Thiên Tân.
Một số đoàn âm nhạc nổi tiếng trên địa bàn tỉnh Liêu Ninh là viện Ca kịch Liêu Ninh (辽宁歌剧院), nhạc đoàn Giao hưởng Liêu Ninh (辽宁交响乐团), nhạc đoàn ái nhạc Thẩm Dương (沈阳爱乐乐团), nhạc đoàn Dân tộc Liêu Ninh (辽宁民族乐团), nhạc đoàn ái nhạc Đại Liên (大连爱乐乐团).
Vũ đoàn Ba-lê Liêu Ninh (辽宁芭蕾舞团) được thành lập vào năm 1980, đương thời là một trong ba vũ đoàn Ba-lê lớn nhất Trung Quốc, cùng với Trung ương và Thượng Hải.
Ẩm thực Liêu Ninh (辽菜) được hình thành từ đầu thời Nhà Thanh, dựa trên cơ sở ẩm thực Sơn Đông và ẩm thực quan phủ, kết hợp các đặc điểm địa lý và thói quen ăn uống của người địa phương. Ẩm thực Liêu Ninh chú trọng vào cách cắt, cách múc và cách dùng lửa.

### Du lịch

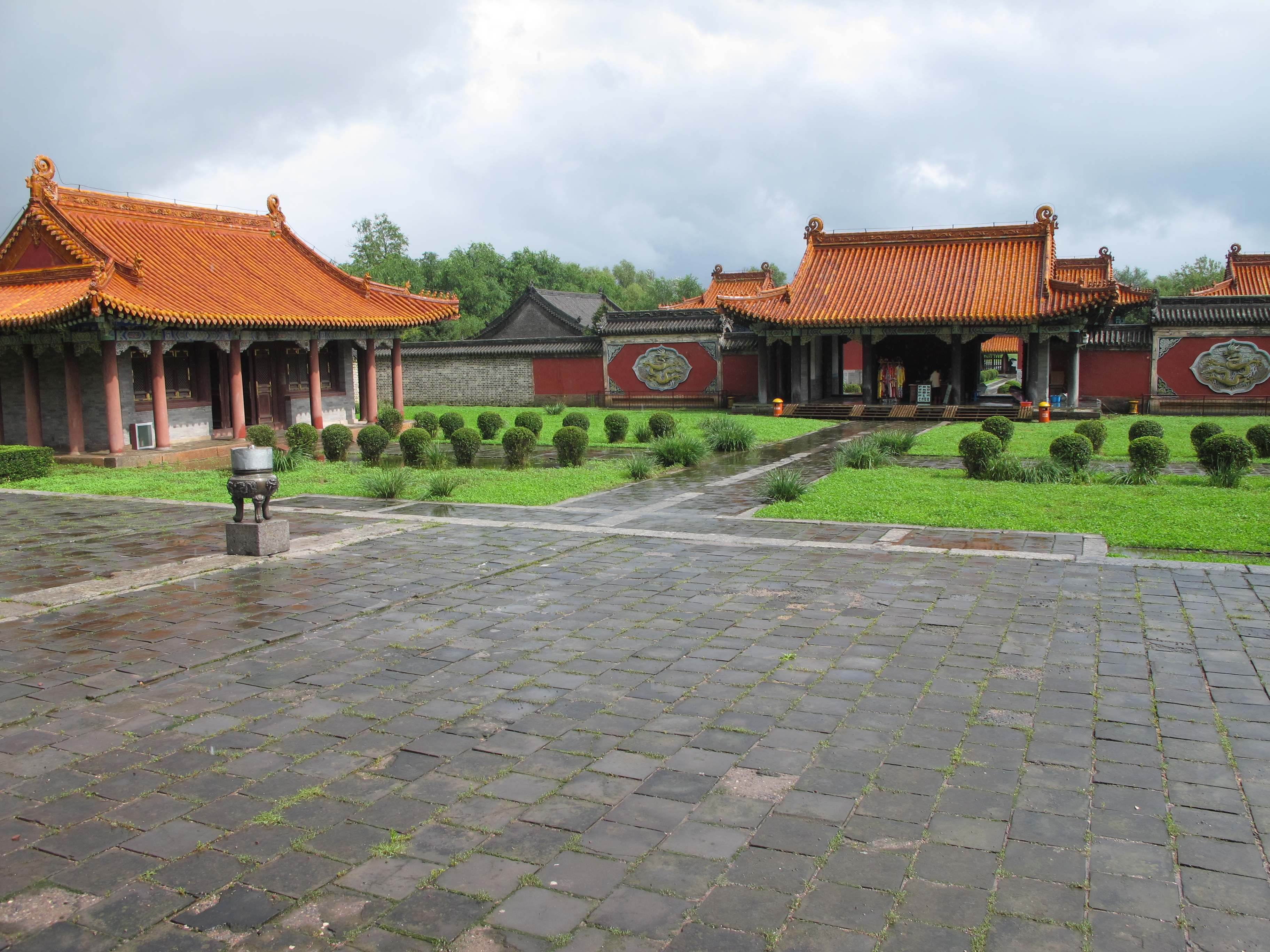
Thanh Vĩnh lăng tại Phủ Thuận

Liêu Ninh là một tỉnh có nhiều văn vật tại Trung Quốc, tính đến năm 2007 thì toàn tỉnh có trên 11.300 văn vật cổ. Cũng tính đến năm này, tỉnh Liêu Ninh có 53 văn vật được bảo hộ trọng điểm cấp quốc gia và 296 văn vật được bảo hộ trọng điểm cấp tỉnh. Đến năm 2007, Liêu Ninh có 9 khu phong cảnh danh thắng cấp quốc gia và 14 khu phong cảnh danh thắng cấp tỉnh. Trong những năm gần đây, Liêu Ninh còn đưa vào các sản phẩm du lịch mới lạ như đi xe lửa hơi nước, du lịch phục hồi sức khỏe, du lịch phỏng cổ và du lịch thương vụ. Lễ hội Phục trang Đại Liên (大连国际服装节) cũng thu hút nhiều du khách trong và ngoài nước. Tính đến cuối năm 2011, tỉnh Liêu Ninh có 235 khu du lịch cấp A quốc gia, trong đó có 3 khu du lịch cấp 5A. Toàn năm 2011, tỉnh Liêu Ninh đã tiếp đón trên 329 triệu lượt du khách trong và ngoài nước, trong đó có trên 325,6 triệu lượt khách nội địa, 659 nghìn khách Hồng Kông, Ma Cao và Đài Loan cùng 3,44 triệu lượt khách nước ngoài nhập cảnh.
Cố cung Thẩm Dương là cung điện của các hoàng đế Nhà Thanh trước khi họ chinh phục được Trung Nguyên và thiên đô về Bắc Kinh. Mặc dù không lớn và nổi tiếng bằng Tử Cấm thành tại Bắc Kinh, song Cố cung Thẩm Dương là đại diện cho kiến trúc cung điện đương thời, và đã được liệt vào danh sách Di sản thế giới của UNESCO với vị thế là một bộ phận của "Các cung điện Hoàng gia của Nhà Minh và Nhà Thanh tại Bắc Kinh và Thẩm Dương".
Bên cạnh đó, Liêu Ninh còn có ba lăng mộ hoàng đế của Nhà Thanh, gọi là Thịnh Kinh tam lăng (盛京三陵): Thanh Phúc lăng (清福陵) tại Thẩm Dương-lăng mộ của Nỗ Nhĩ Cáp Xích, Thanh Chiêu lăng (清昭陵) tại Thẩm Dương-lăng mộ của Hoàng Thái Cực, Thanh Vĩnh lăng (清永陵) tại Phủ Thuận-lăng mộ của tổ tiên Nỗ Nhĩ Cáp Xích. Ba lăng mộ này là một phần của quần thể Lăng tẩm hoàng gia Minh-Thanh, một di sản thế giới của UNESCO.
Ngũ Nữ sơn thành (五女山), nơi khai sinh của vương quốc Cao Câu Ly, nay thuộc địa phận huyện Hoàn Nhân của tỉnh Liêu Ninh. Ngũ Nữ sơn thành là một phần trong quần thể Kinh thành và lăng mộ Cao Câu Ly, cũng là một di sản thế giới của UNESCO.
Tại Bản Khê, có sản phẩm du lịch đi thuyền qua một thạch nhũ lớn trong hang động và sông ngầm. Ở An Sơn có An Sơn Phật ngọc uyển (鞍山玉佛苑). Ở Liêu Dương, một trong các thành phố có người cư trú liên tục cổ nhất tại Đông Bắc Trung Quốc, cũng có một số di tích lịch sử như Liêu Dương Bạch tháp (辽阳白塔) được xây dựng lại nhiều lần từ thời nhà Liêu đến thời Nhà Thanh. Thành phố cảng Đại Liên cũng là một điểm đến của ngành du lịch Liêu Ninh, thành phố có các bãi biển, khu nghỉ dưỡng, sở thú, hải sản, khu mua sắm, các kiến trúc từ thời thuộc Nga và thuộc Nhật cũng như tàu điện, một thứ hiếm thấy tại Trung Quốc. Đan Đông là thành phố biên giới giáp với Triều Tiên, từ đây người ta có thế trông thấy thành phố Sinuiju của Triều Tiên.

## Giao thông

### Đường sắt

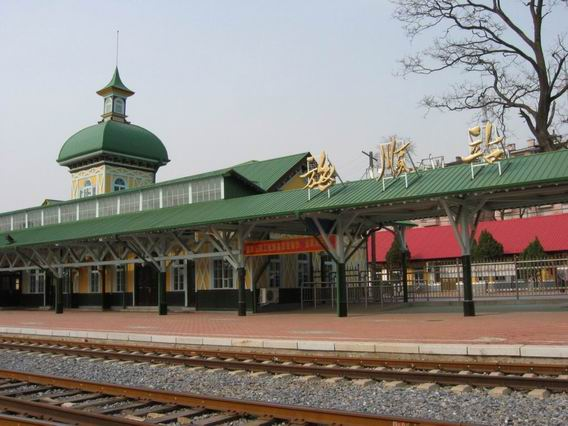
Ga Lữ Thuận

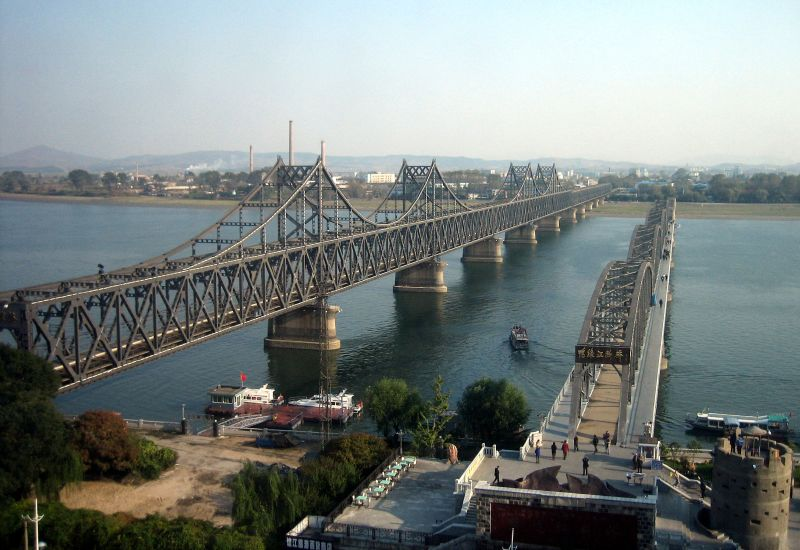
Cầu Hữu nghị Trung-Triều (trái) tại Đan Đông, bên phải là cây "cầu gãy"

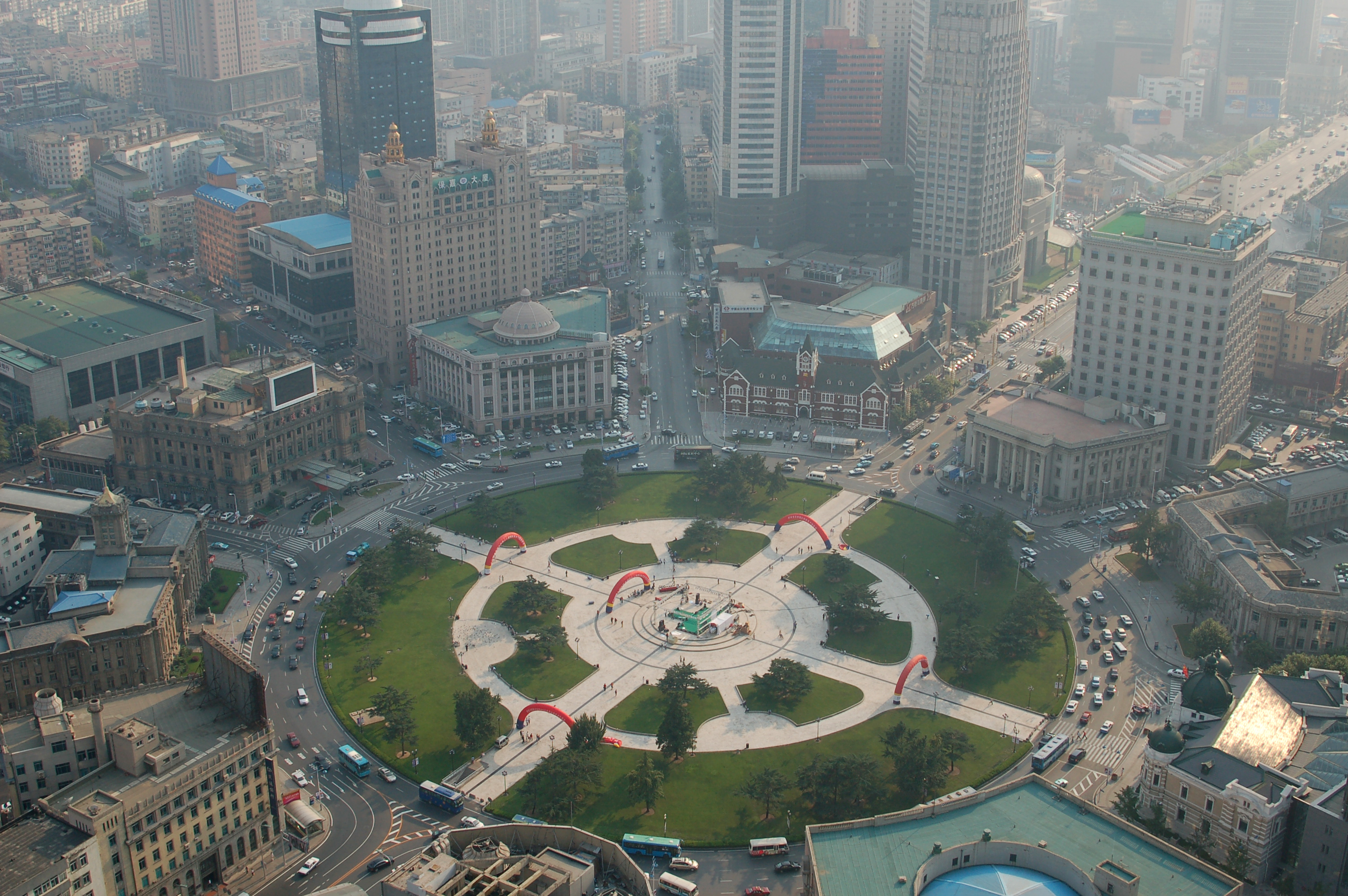
Khu vực quảng trường Trung Sơn tại Đại Liên

Tỉnh Liêu Ninh có mật độ đường sắt đứng ở vị trí hàng đầu tại Trung Quốc, hệ thống đường sắt của tỉnh thuộc quyền quản lý của cục đường sắt Thẩm Dương. Tính đến năm 2011, tổng lý trình các tuyến đường sắt hoạt động trên địa bàn Liêu Ninh là 4.035 km. Năm 2011, hệ thống đường sắt của Liêu Ninh đã vận chuyển được trên 187 triệu tấn hàng hóa và trên 120 triệu lượt hành khách. Một số tuyến đường sắt trên địa bàn tỉnh Liêu Ninh:
- Đường sắt Cáp-Đại (哈大铁路), trước đây là đường sắt Nam Mãn (南满铁路), do người Nga xây dựng từ cuối thế kỷ XIX-đầu thế kỷ XX, chạy từ Lữ Thuận Khẩu đến Cáp Nhĩ Tân thuộc tỉnh Hắc Long Giang.
- Đường sắt Thẩm-Sơn (沈山铁路), nối từ Thẩm Dương đến Sơn Hải quan thuộc tỉnh Hà Bắc.
- Đường sắt Thẩm-Đan (沈丹铁路), nối từ Thẩm Dương đến Đan Đông và nối với hệ thống đường sắt của Bắc Triều Tiên, là tuyến xuất khẩu chính của Trung Quốc sang Bắc Triều Tiên.
- Đường sắt Thẩm-Cát (沈吉铁路), nối từ Thẩm Dương đến thành phố Cát Lâm của tỉnh Cát Lâm.
- Đường sắt Cẩm-Thừa (锦承铁路), từ Cẩm Châu đến Thừa Đức của tỉnh Hà Bắc.
- Đường sắt Nguỵ Tháp (魏塔铁路), từng được gọi là đường sắt Liêu Tây, nay hầu như không hoạt động.

Ngày 1 tháng 12 năm 2012, tuyến đường sắt cao tốc Cáp Nhĩ Tân-Đại Liên (哈大客运专线, Cáp-Đạt vận chuyển chuyên tuyến) đã chính thức được đưa vào vận hành. Đây là tuyến đường sắt cao tốc nằm ở vùng vĩ độ cao giá lạnh đầu tiên của Trung Quốc và thế giới. Tuyến đường sắt cao tốc này dài 921 km với tốc độ tàu chạy theo thiết kế là 350 km/h, nối liền ba tỉnh Liêu Ninh, Cát Lâm và Hắc Long Giang.

### Đường bộ
Đến cuối năm 2007, tổng lý trình các tuyến công lộ trên địa bàn tỉnh Liêu Ninh là 103.228 km (không bao gồm các tuyến các thành phố quản lý), trong đó có 3.300 km công lộ cao tốc. Đến cuối năm, toàn tỉnh có gần 2,9 triệu xe ô tô cá nhân. Năm 2011, hệ thống công lộ của tỉnh Liêu Ninh đã vận chuyển được trên 1,5 tỉ tấn hàng hóa và hơn 860 triệu lượt hành khách.
Đường cao tốc Thẩm-Đại (沈大高速公路) bắt đầu từ Thẩm Dương ở phía bắc và trải dài đến Đại Liên ở phía nam với tổng chiều dài 400 km, là một trong những tuyến đường cao tốc đầu tiên tại Trung Quốc đại lục, bắt đầu thông xe từ năm 1986. Tuyến đường cao tốc này đi qua 5 thành thị công nghiệp lớn và trung bình của tỉnh là Thẩm Dương, Liêu Dương, An Sơn, Doanh Khẩu và Đại Liên, thông đến cảng Địa Liên, cảng Doanh Khẩu. Đường cao tốc Thẩm-Đan kéo dài từ Thẩm Dương đến Đan Đông với chiều dài toàn tuyến là 222 km. Một số tuyến đường cao tốc khác trên địa phận tỉnh Liêu Ninh: đường cao tốc Kinh-Thẩm (京沈高速公路), đường cao tốc Cẩm-Triều (锦朝高速公路), đường cao tốc Cẩm-Phụ (锦阜高速公路), đường cao tốc Đan-Đại (丹大高速铁路), đường cao tốc Đan-Hải (丹海高速公路), đường cao tốc Đan-Thông (丹通高速), đường cao tốc Hoàn-Vĩnh (桓永高速公路), đường cao tốc Trang-Cái (庄盖高速公路), đường cao tốc Thẩm-Cát (沈吉高速). Tính đến đầu tháng 10 năm 2010, có 97% số huyện và khu tại lục địa của tỉnh Liêu Ninh đã thông xe cao tốc.

### Hàng không
Trên địa bàn tỉnh Liêu Ninh có sân bay quốc tế Đào Tiên Thẩm Dương, sân bay quốc tế Chu Thủy Tử Đại Liên, sân bay Đằng Ngao An Sơn (鞍山腾鳌机场), sân bay Lãng Đầu Đan Đông (丹东浪头机场), sân bay Tiểu Lĩnh Tử Cẩm Châu (锦州小岭子机场) và sân bay Triều Dương (朝阳机场). Năm 2011, các sân bay dân dụng tại Liêu Ninh đã thông qua 89.000 tấn hàng hóa và vận chuyển được trên 7,5 triệu lượt người. Đến cuối năm 2007, Liêu Ninh có các đường bay đến 33 thành phố quốc tế của Hàn Quốc, Nhật Bản, Triều Tiên, Nga, Đức, Singapore và Hồng Kông và 50 tuyến bay nội địa.

### Đường thủy
Năm 2011, hệ thống vận tải đường thủy của tỉnh Liêu Ninh đã vận chuyển được 116,32 triệu tấn hàng hóa và 5,49 triệu lượt hành khách. Trong số các cảng chủ yếu của tỉnh Liêu Ninh, cảng Đại Liên và cảng Doanh Khẩu là cảng cấp quốc gia và được liệt vào mười cảng lớn nhất Trung Quốc. Các cảng quan trọng khác là cảng Đan Đông, cảng Trang Hà, cảng Cẩm Châu, cảng Lữ Thuận Dương Đầu Oa.

## Các trường đại học và cao đẳng

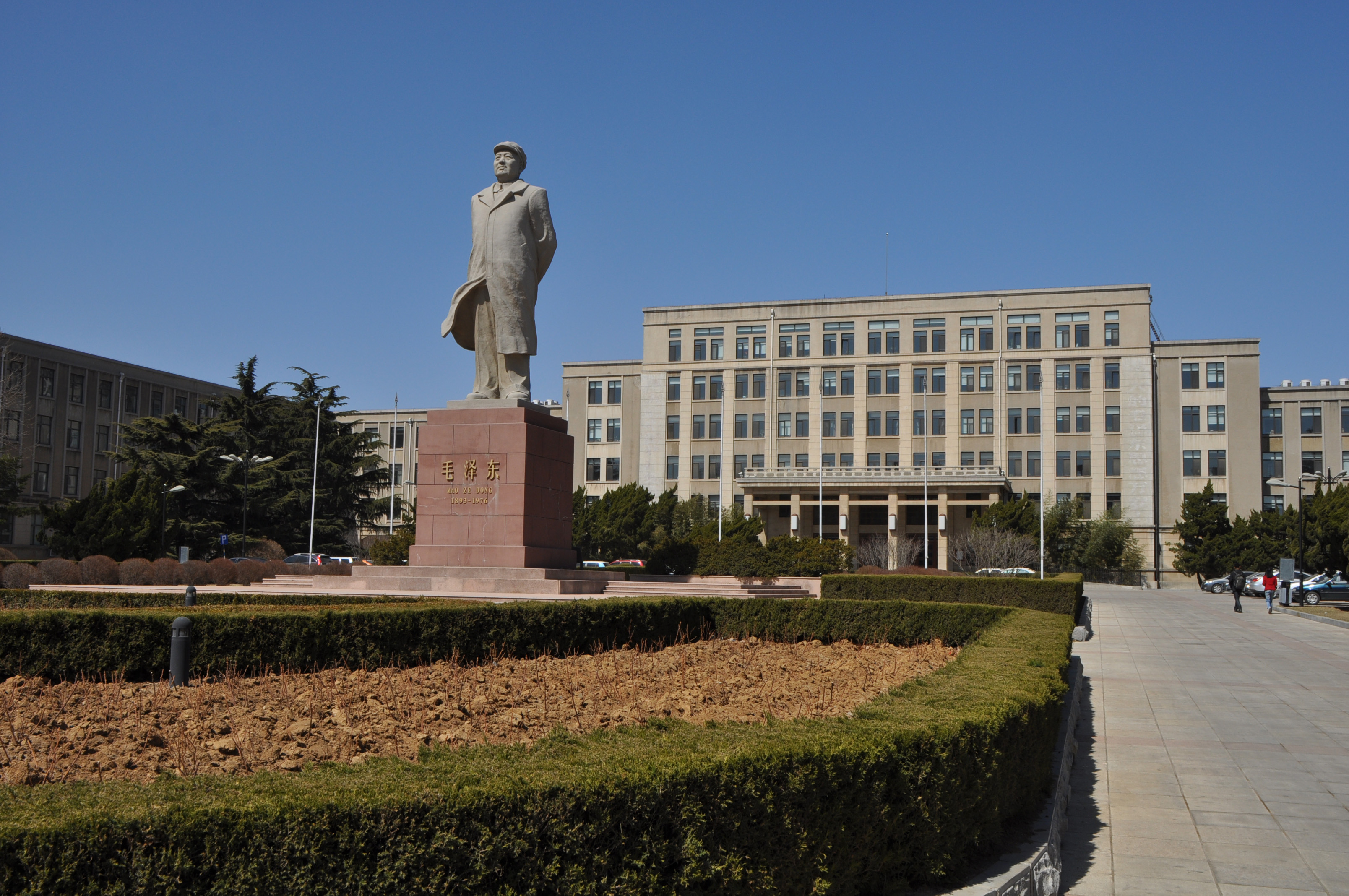
Tượng Mao Trạch Đông tại Đại học Khoa học-Công nghệ Liêu Ninh

| - Đại học Đông Bắc (东北大学) - Đại học Khoa học-Công nghệ Đại Liên (大连理工大学) - Đại học Hải sự Đại Liên (大连海事大学) - Học viện Dân tộc Đại Liên (大连民族学院) - Học viện Cảnh sát Hình sự Trung Quốc (中国刑事警察学院) - Đại học Liêu Ninh (辽宁大学) - Đại học Y Trung Quốc (中国医科大学) - Đại học Công nghiệp Thẩm Dương (沈阳工业大学) - Đại học Nông nghiệp Thẩm Dương (沈阳农业大学) - Đại học Dược Thẩm Dương (沈阳药科大学) - Đại học Khoa học-Công nghệ Thẩm Dương (沈阳理工大学) - Đại học Sư phạm Thẩm Dương (沈阳师范大学) - Đại học Kiến trúc Thẩm Dương (沈阳建筑大学) - Đại học Công nghệ Hóa học Thẩm Dương (沈阳化工大学) - Đại học Thẩm Dương (沈阳大学) - Đại học Trung Y-Dược Liêu Ninh (辽宁中医药大学) - Đại học Hàng không Vũ trụ Thẩm Dương (沈阳航空航天大学) - Học viện Công trình Thẩm Dương (沈阳工程学院) - Học viện Thể dục Thẩm Dương (沈阳体育学院) - Học viện Âm nhạc Thẩm Dương (沈阳音乐学院) | - Học viện Y Thẩm Dương (沈阳医学院) - Học viện Mỹ thuật Lỗ Tấn (鲁迅美术学院) - Đại học Tài chính-Kinh tế Đông Bắc (东北财经大学) - Đại học Giao thông Đại Liên (大连交通大学) - Đại học Y Đại Liên (大连医科大学) - Đại học Hải Dương Đại Liên (大连海洋大学) - Đại học Công nghiệp Đại Liên (大连工业大学) - Đại học Đại Liên (大连大学) - Đại học Sư phạm Liêu Ninh (辽宁师范大学) - Đại học Ngoại ngữ Đại Liên (大连外国语学院) - Đại học Bột Hải (渤海大学) - Đại học Công nghiệp Liêu Ninh (辽宁工业大学) - Học viện Y Liêu Ninh (辽宁医学院) - Đại học Khoa học-Kỹ thuật Liêu Ninh (辽宁科技大学) - Học viện Sư phạm An Sơn (鞍山师范学院) - Đại học Công trình-Kỹ thuật Liêu Ninh (辽宁工程技术大学) - Đại học Dầu mỏ và Công nghệ Hóa học Liêu Ninh (辽宁石油化工大学) - Học viện Khoa học-Kỹ thuật Liêu Ninh (辽宁科技学院) - Học viện Liêu Đông (辽东学院) |